# 新潟放送
株式会社新潟放送（にいがたほうそう、英: BROADCASTING SYSTEM OF NIIGATA INCORPORATED 略称 BSN）は、新潟県を放送対象地域とするラテ兼営の特定地上基幹放送事業者である。
ラジオ（中波放送〈AMラジオ放送〉およびFM補完放送〈ワイドFM〉）はJRNとNRNのクロスネット局。コールサインはJODR（新潟 1116kHz）を筆頭に全3通り。
テレビはJNNの単独ネット局。コールサインはJODR-DTV（新潟 17ch）、リモコンキーIDはキー局のTBSテレビと同じ「6」。

## 会社概要
テレビではデータ放送を実施しており、番組表サービス「Gガイド」を配信している。
系列新聞は新潟日報（ラジオのローカルニュースの名称『新潟日報ニュース』）。
また、特定地上基幹放送事業者で唯一の、地方ローカル局としても数少ない株式上場企業である（東証スタンダード市場、証券コード9408）。
キャッチフレーズは「走り出せ、夢たち。」で、イメージキャラクターは「ハレッタ」。
2023年（令和5年）6月1日に、民放テレビ局が4局体制の地域では初となる、認定放送持株会社体制へ移行した。これにともない、株式上場の特定地上基幹放送事業者は消滅することとなる。

### 事業所所在地
本社・支社
- 本社 - 新潟市中央区川岸町3丁目18
- 東京支社 - 東京都港区赤坂2丁目5-8 ヒューリックJP赤坂ビル SPACES赤坂5階
- 大阪支社 - 大阪市西区江戸堀1丁目9-1 肥後橋センタービル2階
- 長岡支社 - 長岡市千歳1丁目3-43 メディアぷらっと1階
- 上越支社 - 上越市木田1丁目2-4 メディアフロント2階

## 沿革

### 1950年代
- 1951年（昭和26年）
  - 9月26日 この日の新潟日報社の取締役会で、新潟地区にラジオの民放設立を決定する[6]。
  - 12月 新潟日報社が、当時のラジオ東京（現在のTBS）の技術企画部長である吉田稔を招いて、局舎を当時の大和新潟店7階、ラジオ送信所を新潟市山ノ下物見山付近に設置を予定[6]。
  - 12月22日 ラジオの放送設計を東芝に発注することを決定する[6]。
- 1952年（昭和27年）
  - 4月28日 電波監理委員会へラジオ放送の免許を申請。しかし、書類不備の為却下された[7]。
  - 5月23日 電波監理委員会へラジオ放送の免許の申請を再提出（この時、送信所は新潟市河渡だった）[注 2][7]。
  - 6月20日 ラジオ放送の免許申請、送信所を綱川原に変更した上で、電波監理委員会へ免許内容変更書類を提出[7]。
  - 8月10日 新潟市古町7番町954番地（現・新潟市中央区古町通十字路）の大和新潟店[注 3] 7階映画館跡を演奏所に改造着手。
  - 10月14日 株式会社ラジオ新潟（略称 RNK：Radio Niigata K.K.）設立[8]。
  - 10月18日 ラジオ放送の予備免許を取得[8]。
  - 12月2日 網川原ラジオ送信所が完成[9]。使用送信機は、東芝製SS-1163型1kW送信機1台。
  - 12月5日 ラジオ、初の試験電波を15時30分より送信する[9]。
    - 第1声は「JODR、JODR、こちらはラジオ新潟でございます。周波数1410kc（キロサイクル）で、ただいま放送を発射いたしております。」。

  - 12月16日 民間放送18番目の局として、ラジオ新潟に、ラジオ放送の本免許が交付される（周波数1410kc、出力は昼間1kW、夜間500W）[9]。
  - 12月17日 ラジオのサービス放送を開始[注 4][9]。
  - 12月24日 ラジオ新潟として全国18番目にラジオ局開局（初代 第1スタジオ、17坪）。ラジオ新潟開局前夜祭『証券クイズ』を新潟市公会堂から生中継[9]。
  - 12月25日 ラジオ、5時57分、『皇帝円舞曲』で本放送を開始[注 5][9]。
- 1953年（昭和28年）
  - 8月1日 ラジオ（JODR）の周波数を、1420kcに変更[10]。
  - 8月10日 アナログテレビ局開設免許を申請[11]。
  - 12月1日 ラジオ、直江津（現上越）放送局（JODO）開局[注 6][12]。
- 1954年（昭和29年）9月15日 ラジオ、長岡放送局（JODE）開局[注 7][13]。
- 1955年（昭和30年）10月1日 新潟大火発生。本社演奏所焼失。これを受け、スタジオを網川原ラジオ送信所に、本社及び営業を新潟市古町8鍋茶屋前にそれぞれ移転する[注 8][14]。詳細は、「#災害当時の放送体制」内の「1955年新潟大火当時の放送態勢」の項目を参照。
- 1956年（昭和31年）
  - 1月1日 ラジオ、彌彦神社事件で報道特別番組「弥彦神社初詣事故速報」を放送[注 9][14]。
  - 1月18日 前述の新潟大火で本社演奏所が焼失したのを受け、新たに新潟市川岸町3丁目に新設をする本社・スタジオの起工式を行う[14]。
  - 5月24日 川岸町の新本社第1期工事終了。ラジオ演奏所、2代目 第1スタジオ（24坪）を運用開始。
  - 5月25日 新本社からの放送開始[15]。
  - 6月3日 川岸町の新本社・スタジオの竣工式を行う[15][16]。
  - 10月1日 ラジオの周波数が一斉変更（新潟（JODR）：1220kc、直江津（JODO）：1560kc、長岡（JODE）：800kcに各々変更）。更にこの日から、新潟局（JODR）の夜間の出力が、昼間と同じ1kWとなる[17]。
  - 11月17日 ラジオ、新潟局（JODR）の送信所を山ニツとする変更申請を、電波管理局へ提出。翌月の12月21日に免許が付与される[18]。
  - 12月24日 ラジオ、新潟局（JODR）山ニツ送信所運用開始（東芝製1kW送信機1台。送信球交換で最大3kWの送信が可能）[19][20]。
- 1957年（昭和32年）
  - 3月18日 ラジオ、地方局で初めて、全時間モニター・オンエア同時録音開始[21]。
  - 10月22日 アナログテレビの予備免許が交付される（コールサイン：JODR-TV、第5チャンネル、出力：映像 5kW、音声 2.5kW、地区半径：80km）[22]。
- 1958年（昭和33年）
  - 12月6日 弥彦山テレビ送信所竣工[23]。
  - 12月10日 川岸町新本社第2期工事終了。初代 テレビスタジオ竣工（35坪）、東芝製イメージオルシコンカメラを2台導入[23]。
  - 12月13日 地上アナログテレビ試験放送開始。マスター（主調整室）はNEC製。
  - 12月21日 テレビ、『私は貝になりたい』（ラジオ東京テレビ、現在のTBSテレビ）をサービス放送する[注 10]。
  - 12月22日 アナログテレビ放送の本免許を取得[23]。
  - 12月24日 テレビ、『テレビ開局前夜祭』を、すでに導入済のテレビ中継車を使って新潟市公会堂から生中継する[23]。
  - 12月25日 テレビ、ラジオ新潟テレビとして地上アナログテレビ本放送開始。同日に、テレビのローカルニュースも開始[23]。
- 1959年（昭和34年）
  - 4月10日 テレビ、当時の皇太子御成婚の模様（パレード含む）を、ラジオ東京テレビから生中継ネットを行う。これにともない、同社からもこの中継のためにKRTに中継応援スタッフやフィルム撮影機材等が出動する[24]。
  - 8月1日 テレビ、当時のラジオ東京テレビのニュースネットワークであるJNN（Japan News Network）が発足、同局も発足当初から加盟する[25]。
  - 10月1日 ラジオ、新潟局（JODR）の昼間の出力が3kWに増力する（夜間は1kWのまま）[26]。
  - 12月1日 ラジオ、新潟局（JODR）の出力が昼夜共に常時3kWとなる[26]。
  - 12月14日 新潟港での北朝鮮帰還第1船の模様を、テレビ・ラジオの両方で生中継する。テレビではJNN報道特番として、JNN系列18局に同時生中継を行う（制作には、自局を含めJNN7局が協力して行った）[27]。

### 1960年代
- 1961年（昭和36年）
  - 2月25日 この日の定時株主総会で、会社名を株式会社新潟放送、略称をBSNに変更することが承認[28][29]、新社名は翌26日から使用[28]。
  - 2月26日 この日から会社名、放送局名を株式会社新潟放送（BSN：Broadcasting System of Niigata[注 11]）に変更[注 12][30]、この日の新潟日報朝刊4ページの広告でも告知、その中でBSNの初代ロゴも発表され[31]（1992年（平成4年）3月末まで使用）、同新聞のラジオ・テレビ欄の放送局名も「新潟放送」に変更される[32]。[注 13]
  - 6月30日 高田テレビ中継局開局[33]
  - 7月20日 歌詞を公募していた『新潟放送のうた』発表。選者：野坂昭如、作詞：加茂市 藤田道郎、作曲：いずみたく、歌：ブラック・キャッツ[33]。
  - 9月15日 ラジオ、長岡放送局（JODE）が、一部の時間帯で、長岡放送局周辺の新潟県中越地方独自のラジオ番組を放送開始[34]。
- 1962年（昭和37年）
  - 10月1日 ラジオ、新潟局（JODR）の周波数が1120kcに、直江津局（JODO）の周波数が1530kcに各々変更[35]。
  - 10月 テレビ、放送用アンペックス方式の2インチVTRを初購入。[注 14][36]。
  - 11月 ラジオ、深夜放送『ニイガタ・トゥナイト』（月 - 木、日曜日 24時 - 25時）を放送開始[35]。
  - 11月6日 テレビ、2インチVTRの放送での稼働開始[注 15][35][37]。
  - 12月26日 ラジオ、新潟局（JODR）の出力が5kWとなる[38]。
- 1963年（昭和38年）
  - 1月23日 昭和38年1月豪雪により、全社非常態勢を取る[38]。
  - 4月1日 ラジオ、小林百貨店（のちの新潟三越）1階のウィンドウ内（現在の正面玄関位置）にサテライトスタジオを開設（1968年4月29日まで）[38]。
  - 5月9日 ラジオ、直江津局（JODO）の出力が1kWとなる[39]。
  - 6月27日 新潟市の老舗ホテル、ホテルイタリア軒を買収。同社の傘下に収める[40]。
  - 11月8日 BSN高田会館竣工。これにともない、高田サテライトスタジオ開設され、直江津放送局（当時）（JODO）でのローカル放送を開始[注 16][41]。
  - 12月1日 ラジオ、長岡局（JODE）の周波数が1060kcに変更[42]。
- 1964年（昭和39年）
  - 2月1日 ラジオ、放送開始時及び終了時を除くコールサインアナウンスを廃止[43]。
  - 4月27日 テレビ、東京オリンピックの放送に備え、カラー放送の免許を申請[44]。
  - 6月6日 テレビ、新潟国体の開会式を生中継する[45][46]。
  - 6月16日 新潟地震発生。全社非常態勢を取る[45]。
    - テレビでは、地震発生後に被災した局舎屋上にテレビカメラを持ち込み、地震で停電した為に大至急放送用の非常用電源を立ち上げた上で、そこから被害の模様を実況生中継で放送。その際、局舎の真横を流れる信濃川に日本海から遡上してきた津波の模様も放送。この時の模様は同時にビデオテープにも収録・保存された。津波の生放送及びVTRへの録画はこれが世界初である[注 17]。この津波の映像はその後、JNN等を通じて全国に放送された[47]。
    - これを受け、地震直後にTBSに支援を要請。翌日にはTBSと秋田放送から支援隊が到着。TBSからは、テレビ中継車や電源車等も応援に駆け付け、新潟ローカルでの災害特別番組にも参加した。これらの支援を受けながら、被害状況が収束するまで、地震災害報道を県内ローカルと全国に向けて行う[45][48]。
    - 新潟地震時の状況についての詳細は、「#災害当時の放送体制」内の「新潟地震当時の放送体制」の項目も参照。

  - 6月27日 テレビ、カラー放送の予備免許を取得[44]。
  - 9月25日 テレビ、ネット回線受けによるカラーの試験放送を開始[44]。
  - 9月30日 テレビ、信越電波管理局のカラー化の変更検査に合格。これにともない、カラー放送免許を取得[44]。
  - 10月1日 テレビ、カラー放送を開始（当初はネット回線受けのみ実施）[注 18][44][49]。
  - 10月10日 - 10月24日 『第18回オリンピック東京大会』の実況中継を、テレビ、ラジオの双方で連日放送[50]。
  - 12月1日 ラジオ、交通ニュース（現 交通速報）放送開始[50]。
- 1965年（昭和40年）
  - 4月18日 テレビ、新潟日報提供のニュース番組『日曜テレビ夕刊』放送開始[51]。
  - 4月30日 長岡支社が、長岡駅前のニューロンヒルビル4Fに移転。翌月（5月）5日には、同ビルの1Fに、長岡ラジオ・サテライト・スタジオを開設[52]。
  - 5月2日 ラジオ、東京放送（現・株式会社TBSラジオ）のラジオネットワークJRNに加盟する[52]。
  - 7月10日 新潟競馬場が移転・再開され、テレビによる『中央競馬中継』放送開始[53][54]。
- 1966年（昭和41年）
  - 3月7日 テレビ、全日放送となる（1日約17時間放送）[55]。
  - 8月20日 2代目 テレビスタジオ（50坪）運用開始[56]。
  - 10月12日 本社新館竣工[57]。
- 1967年（昭和42年）
  - 5月17日 TBSと業務協定を締結する[注 19][59]。
  - 6月 3段中継可能のラジオカーを2台導入[60]。
  - 10月 新潟放送十五年のあゆみ（新潟放送社史編纂委員会・編、651ページ）を発行[61]。
  - 11月2日 テレビ、ローカル独自送出によるカラー放送を初めて行う[注 20][62]。
- 1968年（昭和43年）
  - 4月1日 テレビ放送のマスター（主調整室）更新。NEC製のマスターAPSの稼動を開始する[注 21][63]。
  - 9月28日 ラジオ、『中央競馬中継』新潟競馬場から放送開始（場内外の放送も含む）。テレビも翌日の日曜日から開始[64]。
  - 10月3日 テレビ、前月の30日からカラー化したTBSからの同時ネット番組「JNNニュースコープ」で、新潟県において初のカラー取材した映像（「小千谷の錦鯉」）が放送される[64]。
  - 12月1日 テレビ、カラースライド・フライング・スポット装置始動。カラースライドを使ったCMを開始[注 22][65]。
  - 12月16日 テレビ、この日の新潟総合テレビ（NST）の開局により、TBSテレビのほぼフルネット化への編成移行が開始。これにともない、フジテレビ、日本テレビ、NETテレビ（現在のテレビ朝日）各系列のほとんどの番組がNSTへ移行していく（翌年4月まで）。
- 1969年（昭和44年）
  - 4月1日 テレビ、TBSテレビのほぼフルネット化への編成移行が完了。TBS系のほぼ全ての全国ネット番組がTBSと同時ネットとなる。
  - 4月15日 株式を店頭公開（当時は旧新潟証券取引所。その後ジャスダックを経て2022年4月より東証スタンダード）[66]。
  - 5月 テレビ小型中継車導入[66]。

### 1970年代
- 1970年（昭和45年）
  - 1月1日 ラジオ、新春生放送、『BSNラジオでおめでとう』（0時30分 - 5時）放送開始[67]。
  - 5月12日 BSN長岡会館が竣工（長岡市殿町1丁目）[68]。これにともない、長岡支社及び長岡ラジオ放送局（JODE）のマスター及びスタジオが同会館内に移転する。
  - 6月1日 テレビ、ローカルテレビニュースをカラー化[68]。
  - 8月30日 テレビ、大型カラー中継車導入（値段はカラーカメラを入れて当時で1億5千万円だった）[69]。自社初のスタジオカラーカメラが導入される。
  - 9月20日 テレビ、『中央競馬 BSN杯レース中継』（新潟競馬場からの生放送）で、前述の大型カラー中継車を使った初の中継を行う[70]。
  - 10月5日 テレビ、ゴールデンタイムのテレビ番組が完全カラー化される[注 23][70]。
  - 10月10日 ラジオ、局初のラジオワイド番組『ハロー!!ジャンボサタデー』放送開始。初代司会は井口ひろし（タレント）[74]。
  - 12月31日 ラジオ『オールナイト・ハッピー・パーティー』スタジオ生放送[75]。
- 1971年（昭和46年）
  - 4月 ラジオ『ミュージックポスト』が、新潟放送局周辺の新潟県下越地方独自の番組として放送開始。後に、大倉修吾がパーソナリティーを担当したのを機に、局の看板番組となる[76]。
  - 6月9日 ラジオ、JODOの放送局名が「直江津放送局」から「上越放送局」に変更[77]。
  - 10月5日 ラジオ放送でマスターAPCが稼動し、放送が24時間化される（日曜深夜を除く）[78]。
    - これにともない、TBSラジオの深夜放送『パックインミュージック』のネット受け放送が開始される。

  - 12月1日 テレビ、ローカルでのスタジオ全制作番組が完全カラー化される[注 24][79]。
- 1972年（昭和47年）10月2日 テレビ、本社屋上に情報カメラ設置[80]。
- 1973年（昭和48年）
  - 8月 ラジオカー「スナッピー1号」運用開始[81]。
  - 11月1日 FM局申請却下[82]。
- 1974年（昭和49年）
  - 4月
    - ラジオ『ミュージックポスト』全県放送開始[注 25]。
    - テレビ、ハンディカメラ、携帯用VTRを導入[83]。

  - 7月10日 財団法人「BSN教育文化振興基金」を設立[84]。
  - 9月1日 ラジオカー「スナッピー2号」運用開始[85]。
  - 12月21日 ラジオ、長岡放送局（JODE）の中継局として、魚沼地域に塩沢中継局が開局（周波数：1560kHz、出力：100W）[86]。
- 1975年（昭和50年）
  - 3月31日 テレビ、“腸捻転”解消[注 26] にともない、大阪での制作番組は、当時のNET（現在のテレビ朝日）系に移籍した朝日放送テレビ制作の番組がNST新潟総合テレビに移行され、TBSテレビ系に移籍した毎日放送制作の番組が放送される様になる[注 27]。
  - 6月 FPU車運用開始[87]。
- 1976年（昭和51年）
  - 3月6日 TBSテレビ『8時だョ!全員集合』を新潟県民会館から生中継。番組の制作及び技術協力を行う[88]。少年少女合唱隊のコーナーで志村けんが『「東村山音頭」の独自版（後に「志村けん版」と呼ばれる）』を初披露。
  - 6月1日 ラジオ、文化放送・ニッポン放送系のNRNにも加盟[注 28][89]
    - これにともない、ラジオの深夜放送で、今までTBSラジオからネットしていた『パックインミュージック』『歌うヘッドライト』に代わり、ニッポン放送からの『オールナイトニッポン』（第1部・第2部）のネット受け放送を開始[89]。

  - 11月26日 山ニツラジオ送信所 空中線事故により難聴取地域が発生[90]。その後、1977年（昭和52年）4月に、これに関する空中線修理を完了する。
- 1977年（昭和52年）
  - 4月4日 テレビ、局初のローカルワイドニュース番組、『BSNニュースワイド』放送開始[91][92]。
  - 10月9日 ラジオ、創立25周年記念「いつもあなたと〜交通遺児救済キャンペーン ラジソン」、25時間生放送する[93]。
- 1978年（昭和53年）
  - 4月 BSNラジオの歌『いつもあなたと』を発表（作詞：外山真理（当時ラジオCM部員）、作曲：小倉靖）[94]。
  - 5月28日 テレビ、日立製作所製の1インチVTRを導入[95]。
  - 11月23日 ラジオ、ITU国際電気通信連合の取り決め（それまでの10kHz刻みの周波数から、9kHz刻みの周波数に変更）に従い、午前5時、周波数が上越局（JODO）以外[注 29]、 一斉に変更される（新潟局（JODR）：1120kHz→1116kHz、長岡局（JODE）：1060kHz→1062kHz、塩沢中継局：1560kHz→1485kHz）[96]。
  - 12月21日 山ニツラジオ送信所の局舎、送信設備を一新する（5kW送信機1台、予備機）[96]。
- 1979年（昭和54年）
  - 5月 テレビ、ENG車導入[97]。
  - 10月11日 北朝鮮帰国事業20周年記念を取材のために北朝鮮へ記者を派遣[98]。

### 1980年代
- 1980年（昭和55年）
  - 5月10日 ラジオ『歌のない歌謡曲』1万回記念公開放送（新潟ナショナルショールーム（現 パナソニック リビング ショウルーム 新潟））[99]。
  - 11月中旬 NEC製のテレビ用マスターAPS設備及びネット回線設備の音声多重化改造工事を完了。
  - 11月28日 テレビの弥彦山送信所の送信機が更新される（NEC製、音声多重放送対応）[100]。
  - 11月29日 テレビ音声多重放送開始（新潟県初）[注 30][100][101]。
    - 開始当日を始め、ステレオ番組を中心とした記念番組が多数放送される[102]。
    - 同日より、『BSNニュースワイド』内の天気予報を除くローカルの天気予報の全時間帯がステレオ化される[102]。
- 1981年（昭和56年）
  - 4月1日 テレビ、テレビ新潟（TNN→TeNY）開局により、残っていた日本テレビ系列の番組が移行[注 31]。
  - 6月20日 テレビ、局初のステレオ制作番組『ゴールドブレンドコンサート』を放送[注 32]。
  - 9月20日 テレビ放送でCMバンク稼動[103]。
- 1982年（昭和57年）
  - 3月31日 テレビ放送で、16mmフィルムによる取材を全面廃止[注 33][104]。
  - 5月17日 「BSN愛の募金」が常設される[105]。
  - 8月7日 ラジオ送信機能のプリエンファシス方式を『30時間ラジソン』番組生放送内（同日22時過ぎ）で切り替える[106][注 34]。
  - 9月13日 ラジオ、上越放送局（JODO）の送信所、上越水害で床上浸水する[107]。
- 1983年（昭和58年）10月1日 テレビ、新潟テレビ21（NT21→UX）開局により、残っていたテレビ朝日系列の番組が移行[注 35]。テレビ東京系列や全国独立放送協議会加盟局（いわゆる独立放送局）などの番販ネットを除いて、TBSの完全系列局になった。
- 1984年（昭和59年）4月7日 テレビ『土曜はヨイショ!!』放送開始[108]。後に同局のローカルテレビの看板番組となる。
- 1985年（昭和60年）12月1日 緊急警報放送システム EWS運用開始[109]。
- 1987年（昭和62年）
  - 2月7日 川岸町、本社敷地内の新館増築工事完了。移転開始[110]。
  - 4月6日 ラジオ、テレビ共に新館局舎にマスターが移転し、放送を開始[111]。
    - これにより、新館局舎のテレビ、ラジオの全スタジオがステレオ放送に対応し（ラジオマスター（4階）：東芝製、テレビマスター（3階）：NEC製）、同時に、同局舎内の3代目の第1ラジオスタジオ（51坪）[注 36] も運用を開始する。
- 1989年（平成元年）
  - 9月27日 本社で、SNG（サテライト・ニュース・ギャザリング）地球基地局が開局[112]。
  - 10月2日 新館局舎に3代目テレビスタジオ（102坪）が完成し、運用を開始する[注 37][112]。
  - 10月7日 新テレビスタジオオープン記念番組『朝までPIKAPIKA』を24時40分から6時までスタジオ公開生放送。ゲスト聖飢魔IIの黒ミサ（スタジオ生ライブ）などを放送[112]。
  - 10月31日 アナログ・テレビ放送に於けるクリアビジョン放送を開始[注 38][112]。

### 1990年代
- 1992年（平成4年）
  - 4月1日 CI実施、現行のロゴに変更。
  - 10月 新潟放送四十年のあゆみ（新潟放送四十年史編纂委員会・編、566ページ）を発行。
- 1993年（平成5年）10月4日 ラジオの深夜放送で、約17年半ぶりに、TBSラジオ『歌うヘッドライト』のネット受け放送が再開される（これにともない、ニッポン放送の『オールナイトニッポン』第2部のネットは打ち切りとなる）
- 1994年（平成6年）テレビ放送、終夜放送（天気予報フィラー）を開始。
- 1997年（平成9年）10月1日 テレビ文字多重放送開始。
- 1999年（平成11年）2月1日 テレビ放送で、日本の地方テレビ局としては初めて、ビットキャストによるデータ多重放送「BSNデータパレード」を開始する[注 39]。

### 2000年代
- 2000年（平成12年）1月 テレビ、JRA主催の日曜競馬中継（当時は「スーパー競馬」）が制作局フジテレビの系列局NST新潟総合テレビに移行したのを最後に、テレビ東京系列以外の他系列番組が消滅。
- 2004年（平成16年）
  - 5月 ラジオ、興和のMOデジタルオーディオレコーダー（AF770）を2台導入し、ラジオ放送の収録でのテープレス化を開始する[113]。
  - 10月23日 新潟県中越地震（新潟県中越大震災）発生。午後6時過ぎから24日午前0時まで震災関連をCM抜きで6時間行った。
- 2005年（平成17年）
  - 3月 ラジオマスターを更新（NEC製）。
    - これにともない、番組・CMの録音、編集、マスター搬入をオープンリールテープからMOに完全移行する。

  - 4月30日 アナログ・テレビに於けるビットキャストによるデータ放送「BSNデータパレード」を終了する[注 40]。
  - 6月10日 地上デジタルテレビ放送の予備免許を取得（NHK新潟放送局、他の民放テレビ3局も同時に取得）[注 41]。
  - 9月5日
    - テレビ放送の主調整室（マスター）設備をアナログ・デジタル統合型に更新（NEC製）。これにともない、ソニー製ハイビジョンVTRのHDCAM-SRを番組送出用として配備する。

  - 10月1日 地上デジタルテレビ放送の試験電波発射（弥彦送信所のみ。初めは出力30Wから。送信機は東芝製）。
  - 10月25日 午前4時30分、地上デジタルテレビ放送の試験放送開始（局舎タワーのハイビジョンお天気カメラの映像のライブ放送も含む）。
  - 11月1日 地上デジタルテレビ放送の出力が3kWになる。
  - 12月12日 地上デジタルテレビ放送のデータ試験放送開始（県内初）。
- 2006年（平成18年）
  - 1月上旬 地上デジタルテレビ放送のワンセグ試験放送開始（県内初）。
  - 2月1日 午前5時、地上波デジタルテレビ放送のサイマル試験サービス放送開始（県内初。同時にワンセグでのサイマル試験放送も開始）。ローカル番組ではニュースの一部と天気予報の一部のみハイビジョン化される。
  - 3月30日 地上デジタルテレビ放送の本免許を取得（NST新潟総合テレビも同日に取得）[114]。
  - 4月1日 午前5時、地上デジタルテレビ本放送開始。
    - この日、地上デジタルテレビ本放送開始記念番組として、NHK新潟放送局、NST新潟総合テレビとのハイビジョン共同制作番組『はっしん!デジタル2006』を放送する。
- 2007年（平成19年）
  - 3月12日 局舎のテレビスタジオが全面ハイビジョン対応になり、同日の看板ローカル番組『イブニング王国』もハイビジョン化される[注 42]。
  - 6月28日 同局元アナウンサーである竹石松次が同局代表取締役社長に就任。
- 2008年（平成20年）
  - 4月1日 緊急地震速報の運用開始。
    - これにともないラジオでは、NHK新潟放送局、BSN新潟放送、エフエムラジオ新潟、新潟県民エフエム放送のアナウンサー及びナビゲーター共演による「緊急地震速報 新潟県ラジオ4局からのお知らせ」のCMを放送する。

  - 11月15日 長岡支社が同市千歳1丁目3番43号の「メディアぷらっと」内に移転する。
    - これにともない、同支社内からのハイビジョンの映像素材の伝送が可能になり、さらに同支社で一部の報道においてハイビジョン取材を始める。

  - 12月頃 本社報道センターでの報道番組のハイビジョン取材を始める[注 43]。
  - 12月23日 テレビ、BSNテレビ開局50周年記念番組として『発見! 発掘! 新潟とテレビの50年』が放送された。
- 2009年（平成21年）
  - 4月7日 ラジオ、平日放送を午前3時から4時まで放送休止（放送終了アナウンスの後、1時間フィラー）となる[注 44]。
  - 4月中旬 本社でテレビのハイビジョンSNG・FPU中継システムを自社導入、稼動開始[注 45]。同システム導入より、ローカルテレビ中継でのハイビジョン運用を開始する[注 46]。
  - 7月7日 ラジオ、HARD OFF ECOスタジアム新潟のこけら落とし試合である、セ・リーグ公式戦「広島東洋カープ対阪神タイガース」の試合を、オープニングセレモニーから試合終了まで放送した（放送時間は17時45分 - 21時54分）。中国放送の制作でJRN全国ネットで実況生中継を行い、その際の技術協力も行った。
  - 9月6日 テレビ、HARD OFF ECOスタジアム新潟のセ・リーグ公式戦「横浜ベイスターズ対中日ドラゴンズ」の試合のローカルテレビ生中継（同局の本格的単発中継番組）において、初のハイビジョン生中継放送を行う。

### 2010年代
- 2011年（平成23年）
  - 7月24日 正午、地上アナログテレビ放送が終了。23時59分には、同電波が完全に停波する。停波直前には、当時の現行クロージング映像が下部に「JODR-TV アナログ放送を終了します」の字幕が表示されながら放送された。アナウンスは近藤丈靖の声で「JODR-TV。ご覧のBSNアナログテレビ放送は、まもなく完全に電波を停止します。今後は、デジタル放送で、BSNの番組をお楽しみ下さい。」というものだった。
  - 10月初旬頃 テレビ、TBSテレビ系列以外（テレビ東京等）からのハイビジョン・デジタル・ネット回線の受け入れ体制が整う。これにともない、テレビ東京の番組『ウイニング競馬』のBSNテレビでの放送が漸くハイビジョン化される。
- 2012年（平成24年）
  - 1月 創立60周年に当たり、60周年宣言「BSNは幸せの種をまきます」をキャッチフレーズとして展開する。
  - 4月2日 ラジオ部門、インターネットIPサイマルラジオ「radiko」に参加。同日正午より、エフエムラジオ新潟、新潟県民エフエム放送と共に新潟県内のみで実用化試験配信を開始。
  - 7月 創立60周年のキャッチフレーズ「BSNは幸せの種をまきます」の制定にともない、新キャラクター「タネマキスキー」と「はぐっくま」が登場する（これにともない、前のキャラクター「ぷる」の使用は終了）。
- 2013年（平成25年）
  - 5月1日 ラジオ、『ミュージックナビ〜昨日と今日との交差点〜』のネット開始によりラジオが土曜日、日曜日の深夜を除き24時間放送に戻る。
  - 8月 1966年（昭和41年）に建てられ県内最古のテレビスタジオが残されていた旧局舎の解体完了。
  - 本社 事業局（企画事業部、コンテンツ事業部）が川岸町から万代のメディアシップの13階に移転。
    - BSNウェーブ（旧・新潟放送興業）も同階に入居している。
- 2014年（平成26年）
  - 1月14日 自社傘下のホテルイタリア軒の売上低迷による経営悪化にともない、同ホテルを、NSGホールディングスに同年4月1日付で売却することで合意。同日付で、同社に売却譲渡した。
  - 5月1日 テレビ、フィラー時間帯に「TBSニュースバード（在のTBS NEWS）」を開始。
  - 11月4日 ラジオ部門が、「radiko.jpプレミアム」（エリアフリー聴取）に参加。これにともない、同サービスを通じて、新潟県外でも有料でラジオの放送を始める（日本国内のみ）。
- 2015年（平成27年）
  - 7月15日 - ラジオ、AMラジオと同一内容を放送する、災害用のFM補完中継局（ワイドFM）の予備免許を取得（周波数：92.7MHz、出力：1kW。送信所はテレビと同じ弥彦山）[115][116]。
  - 10月20日 - FM補完中継局（ワイドFM）の本免許を取得[117]。これにともない、同放送のAMとのサイマル放送を開始[118]。
  - 11月1日 - FM補完中継局（ワイドFM）開局。これにともない、ラジオ放送のキャッチコピーが、「つながるFM、ひろがるBSNラジオ」に変更される[118]。
- 2017年（平成29年）
  - 6月29日 同局元アナウンサーである佐藤隆夫が同局代表取締役社長に就任。竹石松次社長は代表権のある会長になる。

### 2020年代
- 2020年（令和2年）
  - 3月30日 ラジオ、深夜放送で26年半ぶりにニッポン放送の制作『オールナイトニッポン0(ZERO)』（月）-（金）『上柳昌彦 あさぼらけ』（月）-（木）のネット受け放送が再開される。（これにともない、TBSラジオの『Fine!!』のネットは打ち切り）
- 2021年（令和3年）
  - 10月3日 ラジオ、2009年4月から続けてきた土曜深夜の放送休止枠（「深夜音楽」）に、「福山雅治と荘口彰久の「地底人ラジオ」」が入ったことにより、土曜深夜時間帯が12年半ぶりに常時放送となる。（「深夜音楽」は、同年9月26日深夜の分をもって終了。）
- 2022年（令和4年）
  - 3月 テレビ放送のニューススタジオのサブシステムを更新（池上通信機製 4Kにも対応可能）[119]。
  - 9月5日 株式会社新潟放送分割準備会社を設立。
  - 10月14日 創立70周年。
  - 12月24日 開局70周年。
- 2023年（令和5年）
  - 1月 局内のテレビスタジオのサブを更新（池上通信機製 4K対応）[119]。
  - 6月1日 放送法などの手続や総務大臣の認可などを経て認定放送持株会社に移行することとし、現在の新潟放送は「株式会社BSNメディアホールディングス」に社名変更。全国で12社目、大都市圏以外でかつ民放テレビ局が4局体制の地域では初めて認定放送持株会社体制へ移行した。また「株式会社新潟放送分割準備会社」に、現在の新潟放送が持っている放送事業を吸収分割形式により承継した上で、同日付で「株式会社新潟放送」（2代目法人）に社名を変更。新会社ではテレビ放送事業とラジオ放送事業を分割せず、従来のラ・テ兼営体制を継続する[120]。当初は4月1日に移行を予定[注 47]していたが、総務省からの許認可が3月時点で得られていないため、移行日を変更していた[121]。
- 2024年（令和6年）
  - 1月1日 16時10分、能登半島地震の本震が発生。全社非常態勢を取る。
    - テレビ・ラジオ共に緊急地震速報を放送。
    - ラジオはその速報後、通常番組を中断してアナウンサーが緊急地震速報の詳細等を放送し、その3分後の16時13分には新潟県内にも津波警報が発令、緊急警報放送の信号を即座に流し、ローカルの災害特別放送に切り替えた。
    - テレビは津波警報が発令された16時13分から、BSNを含むJNN系列局が一斉に緊急報道体制へ移行。その後、津波警報発令にともなう避難指示が出たこともあり、県内ローカルの緊急災害報道に切り替えて、災害放送を行った。

  - 2月5日 ラジオ放送で、AM1062kHzで送信又は中継している、長岡放送局（JODE）及び柏崎中継局が運用を休止。休止期間は当初は同日から同年9月1日までだった[122]が、同年7月22日のプレスリリースで翌年（2025年）の1月31日まで再度延長[123]、更に2025年1月23日のプレスリリースに於いては、2026年9月30日まで再々度期間を延長[124] 。Radiko及びFM補完放送が普及したため。1062KHzの聴取状況によっては復活させず廃止もあり得るという[125]。
  - 時期不明 新潟放送公式チャンネルのYouTube Liveでメディアシップに設置されているお天気カメラを使ったライブ配信を開始。
  - 5月31日 テレビ、ゆうなび深夜便の放送を一時休止。翌月（6月）10に同放送を再開するまでは、放送終了後から開始までのフィラー放送は、「カメラマンが魅せた新潟の風景」のみだった。
  - 6月16日 テレビ、『BSN NEWS ゆうなび』がこの日、1964年の同日に起きた「新潟地震」から60年を迎えたのを機に、特別番組「BSN NEWS ゆうなびスペシャル 新潟地震60年『あの日の記憶 あすへの備え』」を生放送。当時の新潟地震を振り返り、又、この年元旦に発生した「能登半島地震」によって再び発生した新潟市内の「液状化現象」も取り上げ、地震被害に対しての「明日への備え」について考え、それに対しての県内の取り組みも紹介する内容を放送。この番組は翌日に、同局の公式YouTubeに全編アップされた[126]。
  - 7月31日 再びゆうなび深夜便の放送を8月13日現在も休止中。放送終了から放送開始の間は「カメラマンが魅せた新潟の風景」をフィラーとしてエンドレス放送している。
- 2025年（令和7年）
  - ラジオ 3月29日・30日をもって、土曜・日曜の朝6時台・7時台・8時台に放送されていた定時ニュース枠[127]が廃止となる。

## 災害当時の放送体制

### 1955年新潟大火当時の放送態勢

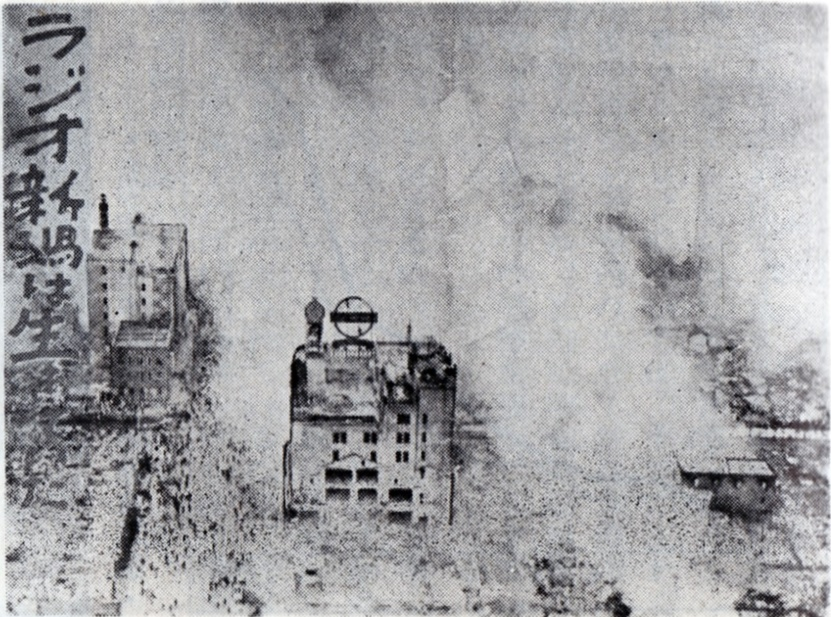
新潟大火の直後に民放連が発刊したパンフレットの表紙。タイトル『ラジオ新潟は生きていた』の「新」以下の字右側にある建物がラジオ新潟のあった大和新潟店

- 1955年（昭和30年）9月30日 台風22号が夜半に佐渡沖を通過する恐れが出たため、定時放送終了後もフィラーを流しながら30分刻みで台風情報を伝えると同時に停電に備え、電源が安定している網川原送信所にアナウンサーが待機する。理由は、当時、ラジオ新潟本社の自家発電装置は古い自動車エンジンを使用していたため、停電が長引くと装置が不安定となり使えなかったからである。
- 1955年（昭和30年）10月1日1時36分 停電。網川原送信所へ台風関連の原稿が送られ放送が続けられる。
- 2時50分 新潟市医学町二番町、新潟県教育庁の木造庁舎から出火。強風に煽られ東中通、西堀通を延焼。
- 3時05分 最大瞬間風速33.6mを記録（新潟気象台）。
- 3時10分 本社スタジオの当直者に火事の情報が入る。
- 3時15分 「県庁脇、交番付近から火災発生」の一報を網川原送信所から放送、フィラーを止め火災のニュースが繰り返される。アナウンサーがデンスケを肩に下げ火災現場に向かう。放送や消防車のサイレンで火災を知った社員がスタジオに集合する。火災情報の原稿を本社から送信所へ送り、そこから放送していては情報が追い付かないと判断し、大和デパート新潟店地下に設置してある自家発電装置の始動を試みる。
- 「教育庁全焼」、「北村知事、自衛隊新発田駐屯地に出動を要請」、「東中通に延焼、新潟日報（当時、新潟日報社は同地にあった）も危険」の情報を網川原送信所から放送する。
- 3時30分 自家発電装置が始動する。「新潟日報はラジオ新潟に避難開始」、「大黒屋旅館に延焼」の情報が本社スタジオから放送される。梁取清助調整部長らが強風と火の粉が舞う中、大和新潟店7階演奏所屋上にマイクロフォンを設置する。
- 4時15分 丹羽国夫アナウンサーが屋上のマイクロフォンから市中心部の火災の様子を実況開始。丹羽アナウンサーの実況と共に、走り回る消防車のサイレンがラジオから流れ続ける。
- 4時35分 「小林デパート（前記、大和デパートのほぼ斜め向かいに位置する。のちの新潟三越）から火が出ました。では・・・実況を・・・この辺で打ち切る事にします。危険ですからこの辺で実況を打ち切ります。」と、20分間の実況放送を中止し、集合した社員達は午前中に放送された番組の収録テープや十数枚のLPレコード盤、CM原稿と2,3個の機材を持ち出し避難する[128]。
- 4時36分 「JODR、こちらはラジオ新潟です。本社スタジオは火災のため放送不能となりましたが、引き続いて、ここ送信所から火災情報をお送り致します…」の第一声で網川原送信所より放送を再開。
- 4時50分 大和新潟店と屋上のラジオ新潟に引火、全焼。
- 夜が開け、網川原送信所に全社員が集合。送信所のテラスに毛布で囲まれた臨時スタジオが作られる。長岡放送局と直江津放送局から必要な放送機材を集める。
- 10時00分 放送機材整備のため一時間放送を休止する。
- 11時00分 平日番組に復旧する。
- 夕方過ぎ、信越放送、ラジオ東京（現・TBSラジオ）、ラジオ東北（現・秋田放送）から可搬型録音機、録音テープ、マイクロフォン、ミキサー、レコード盤、文具などの応援物資が到着する（以後、全国の民放局から応援物資が届けられる）[注 48]。
- 新潟大火の実況放送の全ては長岡放送局で録音されており、その日のうちに長岡放送局から網川原送信所へライン送出され、無事だった新潟-東京間の専用回線でラジオ東京へ送られ全国放送された。
- ラジオ新潟の仮本部は坂口献吉社長自邸に設けられ、その後、火災から免れた古町八番町の元料亭に移動する。編成制作、技術は網川原送信所に設けられた。

### 新潟地震当時の放送体制
1964年（昭和39年）6月16日 13:01に発生した新潟地震発生後の番組編成、活動状況は下記の通り。
- 13時01分 ラジオ『歌で歩む50年』、テレビ『いつか青空』を放送中に地震発生、新潟市で震度6を記録する。川岸町本社は停電と、本社-送信所間の地下埋設放送線が断線したためラジオ、テレビは放送不能になる。局舎に隣接する北陸瓦斯のガスタンク2基がガス漏れにより爆発の危険が出たため全社員に避難命令が出るが、数十分後に解除される[129]。
- 14時15分 テレビ放送再開。スタジオのカメラを屋上へ設置し、炎上する昭和石油からの2つの黒煙や落下した昭和大橋などを放送する。
- 14時33分 屋上のカメラから信濃川を逆流する180cmの津波を放送すると同時に2インチVTRにも収録する。
- 15時05分 ラジオ、山ニツ送信所から放送再開。大和デパート新潟店で中元取材中、地震に遭遇した報道部の藤田実記者は徒歩で山ニツ送信所へ向かい、昭和大橋の被害、昭和石油の火災、津波、国鉄が不通などの情報を放送する。
- ラジオ再開後、テレビはラジオ音声を流し始める。
- 15時25分 本社→県警察本部（新光町）→警察庁（霞が関）→東京支社（当時は銀座にあった）経由でTBSラジオへ支援要請。
- 16時01分 ラジオ、県庁に設置された県災害対策本部から災害情報や尋ね人の放送を開始（本社スタジオは放送不能のため、新潟県庁に駐車したラジオカーから送信したFM波を直接山ニツ送信所で受信し放送する）。
- 17時15分 見舞い文に改められたラジオCM放送再開。
- 20時00分 ライフライン、公的情報、災害状況、尋ね人、新潟を訪れている修学旅行生の安否情報などを終夜放送する。
- 20時14分 川岸町本社 - 電電公社新潟電話局（現・NTT東日本新潟支店）間の電電公社の中継回線を仮復旧。『クイズ・クイズ・クイズ』のネット受けを途中から開始。
- 深夜、テレビは放送休止
- 1964年（昭和39年）6月17日 16日の応援要請を受けて、東京放送（TBS）と秋田放送から総勢57人のスタッフ、テレビ中継車と電源車、放送復旧機材等が新潟に到着。
- 18時00分 川岸町本社スタジオからラジオ放送を再開（本社 - 山ニツ送信所間をTBSが持参したFM広帯域一対向によって仮復旧）。特集『29時間後の新潟市から』を放送。
- 22時30分 ラジオ、尋ね人を約5,000人などを伝えた災害放送を終了。

この放送中に新潟市災害対策本部からの要請で県内の化学製品工場の関係者あてに化学消防車を昭和石油火災現場に派遣してほしい趣旨の救援放送を実施。ラジオを聞いていた関係者により当日深夜化学消防車が応援に駆け付けた。
以上についての詳細は、1967年に新潟放送が発行した社史「新潟放送十五年のあゆみ」（新潟放送社史編纂委員会:編）の第11章「全国の耳目を集めた新潟地震<注目された災害報道>」（366～397ページ）に掲載されている。

### 新潟県中越地震当時の放送体制
2004年（平成16年）10月23日 17:56に発生した新潟県中越地震発生直後の番組編成状況は下記の通り。
- 17時56分 地震発生後、字幕（地震情報）での対応
- 18時00分 『機動戦士ガンダムSEED DESTINY』を通常通り定刻開始。
- 18時15分頃 上記番組を中断し、地震関連の放送開始。
- これ以降、翌日午前0時頃まで予定の番組を変更し、さらに、TV-CMを全面カットして、TBSテレビ発のJNN報道特別番組を含め、BSN独自編成で地震の詳報を伝え続けた。
- TBSラジオでは、24日午前0時から午前4時までの間、『JUNK』と『B-JUNK』を中止し県内向け生放送を「報道特別番組」として同時放送した。

## 呼出符号（コールサイン）
- ラジオ放送 新潟局 JODR 長岡局 JODE 上越局 JODO
- テレビ放送 JODR-TV
- デジタルテレビジョン放送 JODR-DTV
- データ放送 JODR-TDM
- 音声多重放送 JODR-TAM
- 文字多重放送 JODR-TCM

## ラジオ

### 概要
- 放送時間
  - 2009年4月6日までと2013年5月1日より平日は24時間放送。
  - 2009年4月7日より2013年4月30日までは4時を起点とする名目上は23時間放送とし、日曜深夜（月曜未明）を除く毎日 3:00 - 4:00（2013年4月以後 - 2021年9月26日までは土曜深夜=日曜未明については4:00 - 5:00）[131]のフィラーの時間は「深夜音楽」という番組扱いとなっており、事実上の24時間放送となっていた。
  - 上記の通り2013年5月1日付けの放送から月 - 金曜深夜（火 - 土曜未明）分は24時間放送を正式に再開したが、土曜深夜=日曜未明の『深夜音楽』は引き続き4:00 - 5:00で2021年9月27日（＝26日深夜）まで継続していた。
    - ただし「深夜音楽」が放送されている時間でも必要に応じてメンテナンスのために短時間停波することがある[注 44]（日時はJST）。
- 生放送以外の時間帯で震度3までの地震が発生した場合、ネット番組や録音番組内に割り込んで地震速報を流すことは無い。

### ラジオ周波数

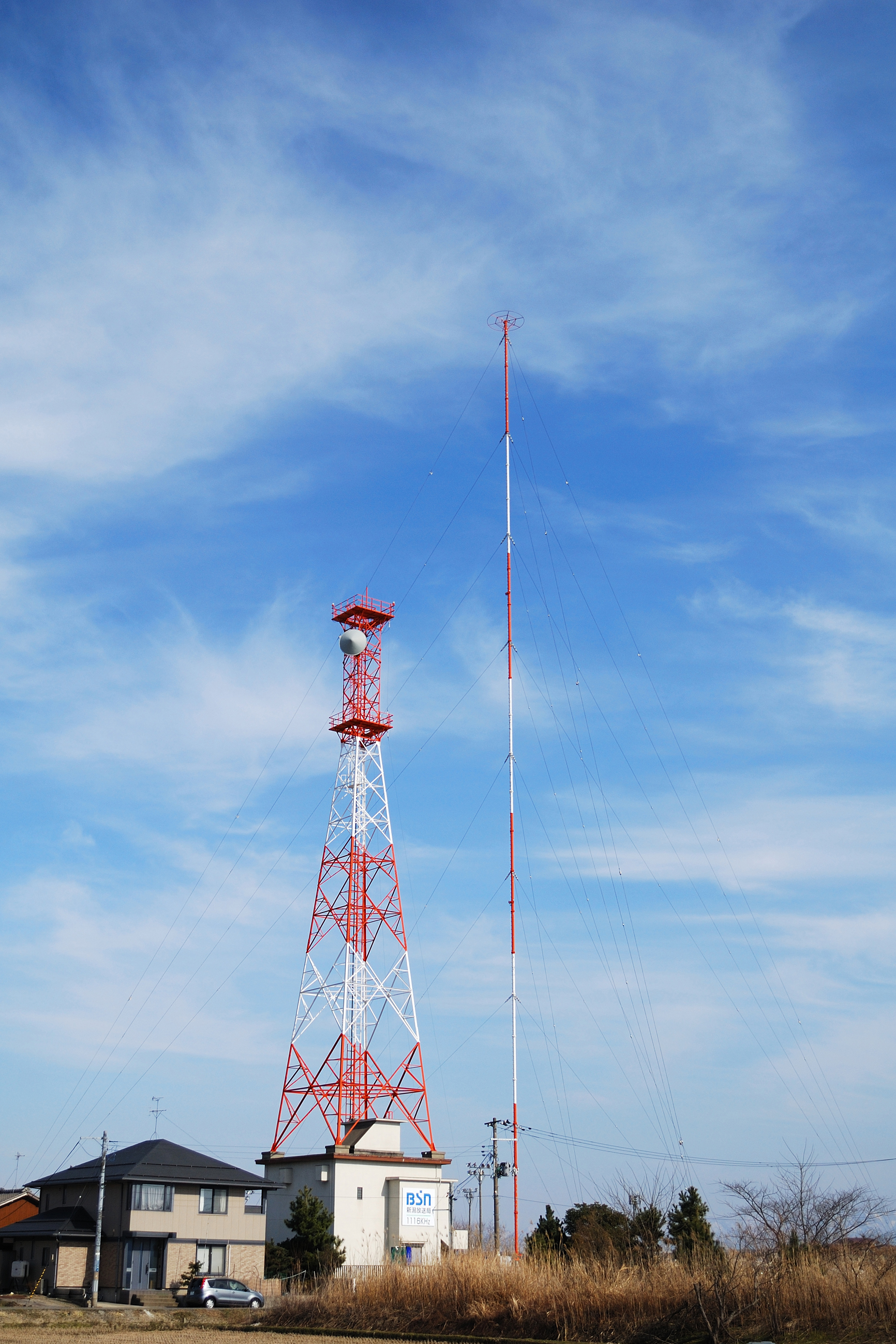
BSN新潟放送 山ニツラジオ送信所 全景
（新潟市中央区山二ツ）
中央の紅白ポールで両脇に張られたアンテナ線を支えている。左のパラボラアンテナ鉄塔は川岸町の本社からのSTL波を受ける設備

#### 現在
| AMラジオ放送 | AMラジオ放送 | AMラジオ放送 | AMラジオ放送 | AMラジオ放送                                                               | AMラジオ放送 |
| 親局         | 識別信号     | 周波数       | 空中線電力   | 備考                                                                       |              |
| ------------ | ------------ | ------------ | ------------ | -------------------------------------------------------------------------- | ------------ |
| 新潟         | JODR         | 1116kHz      | 5kW          | 政令指定都市が存在する県で唯一の1桁出力であるAM局。                        |              |
| 中継局       | 識別信号     | 周波数       | 空中線電力   | 備考                                                                       |              |
| 上越         | JODO         | 1530kHz      | 1kW          |                                                                            |              |
| 長岡         | JODE         | 1062kHz      | 100W         | 2024年2月5日から2025年1月31日まで運用休止。更に2026年9月30日まで運用休止。 |              |
| 塩沢         |              | 1485kHz      | 100W         |                                                                            |              |
| 柏崎         |              | 1062kHz      | 100W         | 2024年2月5日から2025年1月31日まで運用休止。更に2026年9月30日まで運用休止。 |              |
| 十日町       |              | 1062kHz      | 100W         |                                                                            |              |
| 糸魚川       |              | 1530kHz      | 100W         |                                                                            |              |
| 小出         |              | 1026kHz      | 100W         |                                                                            |              |
| FM補完中継局 |              |              |              |                                                                            |              |
| 中継局       | 識別信号     | 周波数       | 空中線電力   | 備考                                                                       |              |
| BSN新潟FM    |              | 92.7MHz      | 1kW          | 2015年11月放送開始。                                                       |              |
| BSN高田FM    |              | 94.8MHz      | 30W          | 2020年12月1日放送開始                                                      |              |
| BSN大和FM    |              | 94.8MHz      | 100W         | 2022年11月1日放送開始                                                      |              |
| BSN糸魚川FM  |              | 94.8MHz      | 100W         | 2022年12月1日放送開始                                                      |              |

#### 過去
| 中継局 | 周波数  | 空中線電力 | 所在地 | 備考 |
| ------ | ------- | ---------- | ------ | --- |
| 川口   | 1485kHz | 100W       |        | 2004年（平成16年）10月28日 - 12月31日までの予備免許。 新潟県中越地震災害にともなう中継局で、北魚沼郡川口町およびその周辺地域において、 より明瞭に提供するための措置。 |

#### トンネル内再送信サービス実施箇所
- 高速道路（北陸自動車道・磐越自動車道・関越自動車道・上信越自動車道）：県内全トンネルで実施。（ただし、北陸自動車道は親不知IC-県境までの区間を除く）
- 国道・県道：県内全トンネルで実施（17号湯沢区間は除く）。

#### その他
正式な送信所ではないが、災害時にクレーン車を使った移動式中波アンテナ（空中線）を設置する技術を2013年に開発、予備送信設備として総務省の認可を受けている。クレーン車自体を空中線の一部として使用することで、クレーン車到着から電波発射まで約1時間で作業が完了するほか、コストもクレーン車のレンタル代以外は自社設備を流用するため非常に低く抑えられるという。

### 番組表
2025年4月時点。

#### 平日
| 時 | 分 | 月曜日 | 火曜日 | 水曜日 | 木曜日 | 金曜日 |
| -- | -- | --- | --- | --- | --- | --- |
| 5  | 00 | 5:00 ウィークリーチューン | 5:00 ウィークリーチューン | 5:00 ウィークリーチューン | 5:00 ウィークリーチューン | 5:00 ウィークリーチューン |
| 5  | 05 | 5:05 ハレッタのうた「雨のち晴れBoy」 | 5:05 ハレッタのうた「雨のち晴れBoy」 | 5:05 ハレッタのうた「雨のち晴れBoy」 | 5:05 ハレッタのうた「雨のち晴れBoy」 | 5:05 ハレッタのうた「雨のち晴れBoy」 |
| 5  | 10 | 5:10 三山ひろしの演歌の夜明け （スバルプランニング） | 5:10 田川寿美"一期一会" （スバルプランニング） | 5:10 ほっとソングコレクション | 5:10 最上川司とSHUN. のさすけぇラジオ! （山形放送） | 5:10 水森かおりの歌謡紀行 （ラジオ大阪） |
| 5  | 25 | 5:25 心のともしび | 5:25 心のともしび | 5:25 心のともしび | 5:25 心のともしび | 5:25 心のともしび |
| 5  | 30 | 5:30 Brand-New Morning（TBSラジオ） | 5:30 Brand-New Morning（TBSラジオ） | 5:30 Brand-New Morning（TBSラジオ） | 5:30 Brand-New Morning（TBSラジオ） | 5:30 Brand-New Morning（TBSラジオ） |
| 6  | 00 | 5:30 Brand-New Morning（TBSラジオ） | 5:30 Brand-New Morning（TBSラジオ） | 5:30 Brand-New Morning（TBSラジオ） | 5:30 Brand-New Morning（TBSラジオ） | 5:30 Brand-New Morning（TBSラジオ） |
| 6  | 30 | 6:30 今旬! インフォメーション | 6:30 旬!SHUN! ピックアップ | 6:30 まいどあり～。 | 6:30 旬!SHUN! ピックアップ | 6:30 まいどあり～。 |
| 6  | 45 | 6:45 ウィークリーチューン | 6:45 ウィークリーチューン | 6:45 ウィークリーチューン | 6:45 ウィークリーチューン | 6:45 ウィークリーチューン |
| 6  | 50 | 6:50 石塚かおりのBrand new day ▽7:05 畑中秀哉の情報宝島（ニッポン放送） ▽8:00 日本全国8時です（TBSラジオ） ▽8:30 武田鉄矢・今朝の三枚おろし（文化放送） | 6:50 石塚かおりのBrand new day ▽7:05 畑中秀哉の情報宝島（ニッポン放送） ▽8:00 日本全国8時です（TBSラジオ） ▽8:30 武田鉄矢・今朝の三枚おろし（文化放送） | 6:50 石塚かおりのBrand new day ▽7:05 畑中秀哉の情報宝島（ニッポン放送） ▽8:00 日本全国8時です（TBSラジオ） ▽8:30 武田鉄矢・今朝の三枚おろし（文化放送） | 6:50 石塚かおりのBrand new day ▽7:05 畑中秀哉の情報宝島（ニッポン放送） ▽8:00 日本全国8時です（TBSラジオ） ▽8:30 武田鉄矢・今朝の三枚おろし（文化放送） | 6:50 石塚かおりのBrand new day ▽7:05 畑中秀哉の情報宝島（ニッポン放送） ▽8:00 日本全国8時です（TBSラジオ） ▽8:30 武田鉄矢・今朝の三枚おろし（文化放送）                        |
| 7  | 00 | | | | | |
| 8  | 00 | | | | | |
| 8  | 45 | 8:45 モリタ装芸 プレゼンツリビングストーリー | | | | |
| 8  | 55 | 8:55 新潟日報ニュース | 8:55 新潟日報ニュース | 8:55 新潟日報ニュース | 8:55 新潟日報ニュース | 8:55 新潟日報ニュース |
| 9  | 00 | 9:00 近藤丈靖の独占!ごきげんアワー ▽10:55 新潟日報ニュース                                                                                              | 9:00 近藤丈靖の独占!ごきげんアワー ▽10:55 新潟日報ニュース                                                                                              | 9:00 近藤丈靖の独占!ごきげんアワー ▽10:55 新潟日報ニュース                                                                                              | 9:00 近藤丈靖の独占!ごきげんアワー ▽10:55 新潟日報ニュース                                                                                              | 9:00 高橋なんぐの金曜天国 ▽9:55 BSNニュース ▽10:55 新潟日報ニュース |
| 10 | 00 | 9:00 近藤丈靖の独占!ごきげんアワー ▽10:55 新潟日報ニュース                                                                                              | 9:00 近藤丈靖の独占!ごきげんアワー ▽10:55 新潟日報ニュース                                                                                              | 9:00 近藤丈靖の独占!ごきげんアワー ▽10:55 新潟日報ニュース                                                                                              | 9:00 近藤丈靖の独占!ごきげんアワー ▽10:55 新潟日報ニュース                                                                                              | 9:00 高橋なんぐの金曜天国 ▽9:55 BSNニュース ▽10:55 新潟日報ニュース |
| 11 | 00 | 9:00 近藤丈靖の独占!ごきげんアワー ▽10:55 新潟日報ニュース                                                                                              | 9:00 近藤丈靖の独占!ごきげんアワー ▽10:55 新潟日報ニュース                                                                                              | 9:00 近藤丈靖の独占!ごきげんアワー ▽10:55 新潟日報ニュース                                                                                              | 9:00 近藤丈靖の独占!ごきげんアワー ▽10:55 新潟日報ニュース                                                                                              | 9:00 高橋なんぐの金曜天国 ▽9:55 BSNニュース ▽10:55 新潟日報ニュース |
| 12 | 00 | 9:00 近藤丈靖の独占!ごきげんアワー ▽10:55 新潟日報ニュース                                                                                              | 9:00 近藤丈靖の独占!ごきげんアワー ▽10:55 新潟日報ニュース                                                                                              | 9:00 近藤丈靖の独占!ごきげんアワー ▽10:55 新潟日報ニュース                                                                                              | 9:00 近藤丈靖の独占!ごきげんアワー ▽10:55 新潟日報ニュース                                                                                              | 9:00 高橋なんぐの金曜天国 ▽9:55 BSNニュース ▽10:55 新潟日報ニュース |
| 12 | 30 | 12:30 ウィークリーチューン | 12:30 ウィークリーチューン | 12:30 ウィークリーチューン | 12:30 ウィークリーチューン | 12:30 ウィークリーチューン |
| 12 | 35 | 12:35 パックンマックンのワールドで行こう!（かしわプロダクション）                                                                                       | 12:35 パックンマックンのワールドで行こう!（かしわプロダクション）                                                                                       | 12:35 パックンマックンのワールドで行こう!（かしわプロダクション）                                                                                       | 12:35 パックンマックンのワールドで行こう!（かしわプロダクション）                                                                                       | 12:35 パックンマックンのワールドで行こう!（かしわプロダクション） |
| 12 | 45 | 12:45 健康生活 インフォメーション | 12:45 ピックアップ ラジオショッピング | 12:45 納得健康15分 | 12:45 今旬! インフォメーション | 12:45 健康生活 インフォメーション |
| 13 | 00 | 13:00 夏井いつきの一句一遊（南海放送） | 13:00 夏井いつきの一句一遊（南海放送） | 13:00 夏井いつきの一句一遊（南海放送） | 13:00 夏井いつきの一句一遊（南海放送） | 13:00 夏井いつきの一句一遊（南海放送） |
| 13 | 10 | 13:10 納得健康15分 | 13:10 風雲 ラジオショッピング | 13:10 ラジオの扉 | 13:10 お悩み カイホウショッピング | 13:10 朗読のヒロバ（TBSラジオ） |
| 13 | 20 | 13:10 納得健康15分 | 13:20 ドクターごとうの 熱血訪問クリニック（マール） | 13:10 ラジオの扉 | 13:10 お悩み カイホウショッピング | 13:20 にいがたケンジュプロジェクト |
| 13 | 25 | 13:25 ハレッタのうた「晴れのちBoy」 | 13:20 ドクターごとうの 熱血訪問クリニック（マール） | 13:25 ハレッタのうた「晴れのちBoy」 | 13:25 ハレッタのうた「晴れのちBoy」 | 13:20 にいがたケンジュプロジェクト |
| 13 | 30 | 13:30 河村通夫の大自然まるかじりライフ（マール） | 13:30 河村通夫の大自然まるかじりライフ（マール） | 13:30 河村通夫の大自然まるかじりライフ（マール） | 13:30 河村通夫の大自然まるかじりライフ（マール） | 13:30 河村通夫の大自然まるかじりライフ（マール） |
| 13 | 40 | 13:40 テレフォン人生相談（ニッポン放送） | 13:40 テレフォン人生相談（ニッポン放送） | 13:40 テレフォン人生相談（ニッポン放送） | 13:40 テレフォン人生相談（ニッポン放送） | 13:40 テレフォン人生相談（ニッポン放送） |
| 14 | 00 | 14:00 四畳半スタジオ ▽16:50 あなたにハッピー・メロディ（ニッポン放送） ▽17:00 ニュース・パレード（文化放送） ▽17:30 ネットワークトゥデイ（TBSラジオ）   | 14:00 四畳半スタジオ ▽16:50 あなたにハッピー・メロディ（ニッポン放送） ▽17:00 ニュース・パレード（文化放送） ▽17:30 ネットワークトゥデイ（TBSラジオ）   | 14:00 四畳半スタジオ ▽16:50 あなたにハッピー・メロディ（ニッポン放送） ▽17:00 ニュース・パレード（文化放送） ▽17:30 ネットワークトゥデイ（TBSラジオ）   | 14:00 四畳半スタジオ ▽16:50 あなたにハッピー・メロディ（ニッポン放送） ▽17:00 ニュース・パレード（文化放送） ▽17:30 ネットワークトゥデイ（TBSラジオ）   | 14:00 マエカブナカシズカ |
| 15 | 00 | 14:00 四畳半スタジオ ▽16:50 あなたにハッピー・メロディ（ニッポン放送） ▽17:00 ニュース・パレード（文化放送） ▽17:30 ネットワークトゥデイ（TBSラジオ）   | 14:00 四畳半スタジオ ▽16:50 あなたにハッピー・メロディ（ニッポン放送） ▽17:00 ニュース・パレード（文化放送） ▽17:30 ネットワークトゥデイ（TBSラジオ）   | 14:00 四畳半スタジオ ▽16:50 あなたにハッピー・メロディ（ニッポン放送） ▽17:00 ニュース・パレード（文化放送） ▽17:30 ネットワークトゥデイ（TBSラジオ）   | 14:00 四畳半スタジオ ▽16:50 あなたにハッピー・メロディ（ニッポン放送） ▽17:00 ニュース・パレード（文化放送） ▽17:30 ネットワークトゥデイ（TBSラジオ）   | 14:00 マエカブナカシズカ |
| 16 | 00 | 14:00 四畳半スタジオ ▽16:50 あなたにハッピー・メロディ（ニッポン放送） ▽17:00 ニュース・パレード（文化放送） ▽17:30 ネットワークトゥデイ（TBSラジオ）   | 14:00 四畳半スタジオ ▽16:50 あなたにハッピー・メロディ（ニッポン放送） ▽17:00 ニュース・パレード（文化放送） ▽17:30 ネットワークトゥデイ（TBSラジオ）   | 14:00 四畳半スタジオ ▽16:50 あなたにハッピー・メロディ（ニッポン放送） ▽17:00 ニュース・パレード（文化放送） ▽17:30 ネットワークトゥデイ（TBSラジオ）   | 14:00 四畳半スタジオ ▽16:50 あなたにハッピー・メロディ（ニッポン放送） ▽17:00 ニュース・パレード（文化放送） ▽17:30 ネットワークトゥデイ（TBSラジオ）   | 16:00 スーパー・ササダンゴ・マシンのセッパン! ▽16:50 あなたにハッピー・メロディ（ニッポン放送） ▽17:00 ニュース・パレード（文化放送） ▽17:30 ネットワークトゥデイ（TBSラジオ） |
| 17 | 00 | 14:00 四畳半スタジオ ▽16:50 あなたにハッピー・メロディ（ニッポン放送） ▽17:00 ニュース・パレード（文化放送） ▽17:30 ネットワークトゥデイ（TBSラジオ）   | 14:00 四畳半スタジオ ▽16:50 あなたにハッピー・メロディ（ニッポン放送） ▽17:00 ニュース・パレード（文化放送） ▽17:30 ネットワークトゥデイ（TBSラジオ）   | 14:00 四畳半スタジオ ▽16:50 あなたにハッピー・メロディ（ニッポン放送） ▽17:00 ニュース・パレード（文化放送） ▽17:30 ネットワークトゥデイ（TBSラジオ）   | 14:00 四畳半スタジオ ▽16:50 あなたにハッピー・メロディ（ニッポン放送） ▽17:00 ニュース・パレード（文化放送） ▽17:30 ネットワークトゥデイ（TBSラジオ）   | 16:00 スーパー・ササダンゴ・マシンのセッパン! ▽16:50 あなたにハッピー・メロディ（ニッポン放送） ▽17:00 ニュース・パレード（文化放送） ▽17:30 ネットワークトゥデイ（TBSラジオ） |
| 18 | 00 | 18:00 夕やけラジオ～今日も一日お疲つかれさん～ | 18:00 夕やけラジオ～今日も一日お疲つかれさん～ | 18:00 夕やけラジオ～今日も一日お疲つかれさん～ | 18:00 夕やけラジオ～今日も一日お疲つかれさん～ | 16:00 スーパー・ササダンゴ・マシンのセッパン! ▽16:50 あなたにハッピー・メロディ（ニッポン放送） ▽17:00 ニュース・パレード（文化放送） ▽17:30 ネットワークトゥデイ（TBSラジオ） |
| 18 | 30 | 18:30 古町芸妓のあおいごと（再放送） | 18:30 サロン・ド・かおり（再放送） | 18:30 あばれる君の イグニッションラジオタイム （かしわプロダクション）                                                                                  | 18:30 相川七瀬 ROCK GHOS ON （かしわプロダクション） | 16:00 スーパー・ササダンゴ・マシンのセッパン! ▽16:50 あなたにハッピー・メロディ（ニッポン放送） ▽17:00 ニュース・パレード（文化放送） ▽17:30 ネットワークトゥデイ（TBSラジオ） |
| 18 | 59 | 18:30 古町芸妓のあおいごと（再放送） | 18:30 サロン・ド・かおり（再放送） | 18:59 BSNビッグナイター | 18:59 BSNビッグナイター | 18:59 BSNビッグナイター |
| 19 | 00 | 19:00 荻上チキ・Session（TBSラジオ） | 19:00 荻上チキ・Session（TBSラジオ） | 18:59 BSNビッグナイター | 18:59 BSNビッグナイター | 18:59 BSNビッグナイター |
| 20 | 00 | 20:00 アフター6ジャンクション2（TBSラジオ） | 20:00 アフター6ジャンクション2（TBSラジオ） | 18:59 BSNビッグナイター | 18:59 BSNビッグナイター | 18:59 BSNビッグナイター |
| 21 | 00 | 21:00 ももいろクローバーZ ももクロくらぶxoxo（ニッポン放送）                                                                                            | 21:00 #みちょパラ（ニッポン放送） | 21:00 ジャックポットのレディオジャック | 21:00 イケメン四銃士の それいけ！アナウンサー | 21:00 志の輔&雷鳥のなんでか?ニッポン （北日本放送） |
| 21 | 30 | 21:30 真田ナオキのミュージックフォトブック （ぎふチャン）                                                                                               | 21:30 かまいたちのヘイ!タクシー! （TBSラジオ） | 21:30 サステバ（TBSラジオ） | 21:30 Snow Manの素のまんま （文化放送） | 21:30 問わず語りの神田伯山 （TBSラジオ） |
| 22 | 00 | 22:00 夏川りみのたびぐくるちむぐくる （かしわプロダクション）                                                                                           | 22:00 いつもあなたとBSN通信 | 22:00 MUSIC GARDEN | 22:00 アルコ&ピース D.C.GARAGE （TBSラジオ） | 22:00 武田砂鉄のプレ金ナイト（TBSラジオ） |
| 22 | 15 | 22:00 夏川りみのたびぐくるちむぐくる （かしわプロダクション）                                                                                           | 22:15 Five S（栃木放送） | 22:00 MUSIC GARDEN | 22:00 アルコ&ピース D.C.GARAGE （TBSラジオ） | 22:00 武田砂鉄のプレ金ナイト（TBSラジオ） |
| 22 | 30 | 22:00 夏川りみのたびぐくるちむぐくる （かしわプロダクション）                                                                                           | 22:30 はやしべさとし〜叙情歌を道連れに〜 | 22:30 酒井泰彦のMUSIC HOUR! | 22:00 アルコ&ピース D.C.GARAGE （TBSラジオ） | 22:00 武田砂鉄のプレ金ナイト（TBSラジオ） |
| 22 | 45 | 22:00 夏川りみのたびぐくるちむぐくる （かしわプロダクション）                                                                                           | 22:45 AMEMIYAのとにかく歌います♪ | 22:30 酒井泰彦のMUSIC HOUR! | 22:00 アルコ&ピース D.C.GARAGE （TBSラジオ） | 22:00 武田砂鉄のプレ金ナイト（TBSラジオ） |
| 23 | 00 | 23:00 さまぁ〜ずのさまラジ（ニッポン放送） | 23:00 プチ鹿島のラジオ19XX（山梨放送） | 23:00 キョートリアル! コンニチ的チュートリアル （KBS京都）                                                                                              | 23:00 亀渕昭信のお宝POPS（火曜会） | 22:00 武田砂鉄のプレ金ナイト（TBSラジオ） |
| 23 | 30 | 23:30 ダイアンのTOKYO STYLE（TBSラジオ） | 23:30 オキシジェンの ラジオスープレックス （山陰放送）                                                                                                  | 23:30 山口勝平のモンキーラジオ! （栃木放送） | 23:30 ラジオのんちん ～倶楽部昭和40年代生まれの男～ （信越放送）                                                                                        | 23:30 RADIO de EVITA |
| 23 | 45 | 23:30 ダイアンのTOKYO STYLE（TBSラジオ） | 23:30 オキシジェンの ラジオスープレックス （山陰放送）                                                                                                  | 23:45 長谷川玲奈のレナのツボ | 23:30 ラジオのんちん ～倶楽部昭和40年代生まれの男～ （信越放送）                                                                                        | 23:30 RADIO de EVITA |
| 0  | 00 | 0:00 レコメン!（文化放送） | 0:00 レコメン!（文化放送） | 0:00 レコメン!（文化放送） | 0:00 レコメン!（文化放送） | 0:00 嵐・相葉雅紀のレコメン!アラシリミックス （文化放送） |
| 0  | 30 | 0:00 レコメン!（文化放送） | 0:00 レコメン!（文化放送） | 0:00 レコメン!（文化放送） | 0:00 レコメン!（文化放送） | 0:30 Sky presents 藤原竜也のラジオ（朝日放送ラジオ） |
| 1  | 00 | 1:00 オールナイトニッポン（ニッポン放送） | 1:00 オールナイトニッポン（ニッポン放送） | 1:00 オールナイトニッポン（ニッポン放送） | 1:00 オールナイトニッポン（ニッポン放送） | 1:00 オールナイトニッポン（ニッポン放送） |
| 1  | 00 | 山田裕貴の オールナイトニッポン | 星野源の オールナイトニッポン | 乃木坂46の オールナイトニッポン | ナインティナインの オールナイトニッポン | 霜降り明星の オールナイトニッポン |
| 2  | 00 | 山田裕貴の オールナイトニッポン | 星野源の オールナイトニッポン | 乃木坂46の オールナイトニッポン | ナインティナインの オールナイトニッポン | 霜降り明星の オールナイトニッポン |
| 3  | 00 | 3:00 オールナイトニッポン0(ZERO)（ニッポン放送） | 3:00 オールナイトニッポン0(ZERO)（ニッポン放送） | 3:00 オールナイトニッポン0(ZERO)（ニッポン放送） | 3:00 オールナイトニッポン0(ZERO)（ニッポン放送） | 3:00 オールナイトニッポン0(ZERO)（ニッポン放送） |
| 3  | 00 | キタニタツヤのオール ナイトニッポン0(ZERO) | あののオール ナイトニッポン0(ZERO) | 佐久間宣行のオール ナイトニッポン0(ZERO) | マヂカルラブリーのオール ナイトニッポン0(ZERO) | 三四郎のオール ナイトニッポン0(ZERO) |
| 4  | 00 | キタニタツヤのオール ナイトニッポン0(ZERO) | あののオール ナイトニッポン0(ZERO) | 佐久間宣行のオール ナイトニッポン0(ZERO) | マヂカルラブリーのオール ナイトニッポン0(ZERO) | 三四郎のオール ナイトニッポン0(ZERO) |
| 4  | 30 | 4:30 上柳昌彦 あさぼらけ （ニッポン放送） | 4:30 上柳昌彦 あさぼらけ （ニッポン放送） | 4:30 上柳昌彦 あさぼらけ （ニッポン放送） | 4:30 上柳昌彦 あさぼらけ （ニッポン放送） | 三四郎のオール ナイトニッポン0(ZERO) |

#### 週末
| 時 | 分 | 土曜日 | 日曜日                                                                                    |                                       |
| -- | -- | --- | ----------------------------------------------------------------------------------------- | ------------------------------------- |
| 5  | 00 | 5:00 早川美里佳の酒とつまみと音楽と。                                                                            | 5:00 水森英夫のチップイン歌謡曲（火曜会）                                                 |                                       |
| 5  | 30 | 5:30 HOT SPICE!!                                                                                                 | 5:30 藤田恵美のかみつれ雑貨店（マール）                                                   |                                       |
| 5  | 45 | 5:45 旬!SHUN!ピックアップ                                                                                        | 5:45 健康生活インフォメーション                                                           |                                       |
| 6  | 00 | 6:00 土曜朝6時 木梨の会。（TBSラジオ）                                                                           | 6:00 1万年堂出版の時間                                                                    |                                       |
| 6  | 15 | 6:00 土曜朝6時 木梨の会。（TBSラジオ）                                                                           | 6:15 まいどあり～。                                                                       |                                       |
| 6  | 30 | 6:00 土曜朝6時 木梨の会。（TBSラジオ）                                                                           | 6:30 心のともしび                                                                         |                                       |
| 6  | 35 | 6:00 土曜朝6時 木梨の会。（TBSラジオ）                                                                           | 6:35 ピックアップラジオショッピング                                                       |                                       |
| 6  | 50 | 6:00 土曜朝6時 木梨の会。（TBSラジオ）                                                                           | 6:50 ハレッタのうた「雨のち晴れBoy」                                                      |                                       |
| 6  | 55 | 6:00 土曜朝6時 木梨の会。（TBSラジオ）                                                                           | 6:55 朝の小鳥（文化放送）                                                                 |                                       |
| 7  | 00 | 7:00 今旬!インフォメーション                                                                                     | 7:00 解決!知っ得プレミアム                                                                |                                       |
| 7  | 15 | 7:15 週刊 なるほど!ニッポン（ニッポン放送）                                                                      | 7:15 録画風物誌（火曜会）                                                                 |                                       |
| 7  | 25 | 7:25 ハレッタのうた「雨のち晴れBoy」                                                                             | 7:25 小倉・IMALUの○○玉手箱                                                                |                                       |
| 7  | 30 | 7:30 ～ココロもカラダもHappy!に～わかさ生活ラジオ（KBS京都）                                                     | 7:25 小倉・IMALUの○○玉手箱                                                                |                                       |
| 7  | 40 | 7:30 ～ココロもカラダもHappy!に～わかさ生活ラジオ（KBS京都）                                                     | 7:40 おはよう!ニッポン全国消防団（ニッポン放送）                                          |                                       |
| 7  | 50 | 7:30 ～ココロもカラダもHappy!に～わかさ生活ラジオ（KBS京都）                                                     | 7:50 BSNラジオマンスリーソングス                                                          |                                       |
| 8  | 00 | 8:00 日本全国8時です（TBSラジオ）                                                                                | 8:00 ONE-J（TBSラジオ） ▽8:55 新潟日報ニュース・天気予報                                  |                                       |
| 8  | 15 | 8:15 プリンス・モーニング・インフォメーション                                                                    | 8:00 ONE-J（TBSラジオ） ▽8:55 新潟日報ニュース・天気予報                                  |                                       |
| 8  | 20 | 8:20 BSNラジオマンスリーソングス                                                                                 | 8:00 ONE-J（TBSラジオ） ▽8:55 新潟日報ニュース・天気予報                                  |                                       |
| 8  | 30 | 8:30 朗読番組 誰も知らなかったジャイアント馬場（再放送）                                                         | 8:00 ONE-J（TBSラジオ） ▽8:55 新潟日報ニュース・天気予報                                  |                                       |
| 8  | 40 | 8:40 わくわくお届け便                                                                                            | 8:00 ONE-J（TBSラジオ） ▽8:55 新潟日報ニュース・天気予報                                  |                                       |
| 8  | 54 | 8:54 交通情報 | 8:00 ONE-J（TBSラジオ） ▽8:55 新潟日報ニュース・天気予報                                  |                                       |
| 8  | 55 | 8:55 ウィークリーチューン                                                                                        | 8:00 ONE-J（TBSラジオ） ▽8:55 新潟日報ニュース・天気予報                                  |                                       |
| 9  | 00 | 9:00 舩越園子のゴルフコラム（かしわプロダクション）                                                              | 8:00 ONE-J（TBSラジオ） ▽8:55 新潟日報ニュース・天気予報                                  |                                       |
| 9  | 10 | 9:10 Buy Now | 8:00 ONE-J（TBSラジオ） ▽8:55 新潟日報ニュース・天気予報                                  |                                       |
| 9  | 25 | 9:25 BSNラジオミュージックSHOW                                                                                   | 8:00 ONE-J（TBSラジオ） ▽8:55 新潟日報ニュース・天気予報                                  |                                       |
| 9  | 40 | 9:40 まいどあり～。                                                                                              | 8:00 ONE-J（TBSラジオ） ▽8:55 新潟日報ニュース・天気予報                                  |                                       |
| 9  | 55 | 9:55 BSNニュース                                                                                                 | 8:00 ONE-J（TBSラジオ） ▽8:55 新潟日報ニュース・天気予報                                  |                                       |
| 10 | 00 | 10:00 立石勇生 SUNNY SIDE ▽12:55 新潟日報ニュース                                                                | 10:00 三宅裕司のサンデーヒットパラダイス（ニッポン放送）                                  |                                       |
| 11 | 00 | 10:00 立石勇生 SUNNY SIDE ▽12:55 新潟日報ニュース                                                                | 11:00 ベストミュージックコレクション（かしわプロダクション）                              |                                       |
| 12 | 00 | 10:00 立石勇生 SUNNY SIDE ▽12:55 新潟日報ニュース                                                                | 12:00 BSNニュース                                                                         |                                       |
| 12 | 10 | 10:00 立石勇生 SUNNY SIDE ▽12:55 新潟日報ニュース                                                                | 12:10 ベストミュージックコレクションジャパン（かしわプロダクション）                      |                                       |
| 12 | 54 | 10:00 立石勇生 SUNNY SIDE ▽12:55 新潟日報ニュース                                                                | 12:54 交通情報                                                                            |                                       |
| 12 | 55 | 10:00 立石勇生 SUNNY SIDE ▽12:55 新潟日報ニュース                                                                | 12:55 新潟日報ニュース                                                                    |                                       |
| 13 | 00 | 10:00 立石勇生 SUNNY SIDE ▽12:55 新潟日報ニュース                                                                | 13:00 爆笑問題の日曜サンデー（TBSラジオ）                                                 |                                       |
| 14 | 00 | 10:00 立石勇生 SUNNY SIDE ▽12:55 新潟日報ニュース                                                                | 13:00 爆笑問題の日曜サンデー（TBSラジオ）                                                 |                                       |
| 14 | 55 | 14:55 新潟日報ニュース                                                                                           | 13:00 爆笑問題の日曜サンデー（TBSラジオ）                                                 |                                       |
| 15 | 00 | 15:00 中央競馬実況中継                                                                                           | 15:00 中央競馬実況中継                                                                    |                                       |
| 16 | 00 | 16:00 Nisshoプレゼンツ 渡部絵美の住まいるハウス（TBSラジオ）                                                     | 16:00 たかまろ&ひろえの痛快楽笑ラジオ                                                     | 16:00 たかまろ&ひろえの痛快楽笑ラジオ |
| 16 | 30 | 16:30 古町芸妓のあおいごと                                                                                       |                                                                                           |                                       |
| 17 | 00 | 17:00 サロン・ド・かおり                                                                                         | 17:00 ALBI LADIES TALK～川澄奈穂美 アイシテルニイガタ                                     |                                       |
| 17 | 15 | 17:00 サロン・ド・かおり                                                                                         | 17:15 今旬!インフォメーション                                                             |                                       |
| 17 | 29 | 17:29 交通情報                                                                                                   | 17:29 交通情報                                                                            |                                       |
| 17 | 30 | 17:30 旬!SHUN!ピックアップ                                                                                       | 17:30 A Laid-back Life -旅するテント-                                                     |                                       |
| 17 | 45 | 17:45 ウィークエンドネットワーク（TBSラジオ）                                                                    | 17:30 A Laid-back Life -旅するテント-                                                     |                                       |
| 17 | 50 | 17:50 たんぽぽの綿毛Time♪                                                                                        | 17:30 A Laid-back Life -旅するテント-                                                     |                                       |
| 18 | 00 | 18:00 NCTプレゼンツ ひなたまつり                                                                                 | 17:30 A Laid-back Life -旅するテント-                                                     |                                       |
| 18 | 30 | 18:30 中澤卓也 い・ち・ご ラジオ                                                                                 | 17:30 A Laid-back Life -旅するテント-                                                     |                                       |
| 18 | 45 | 18:45 朗読番組 誰も知らなかった男 ジャイアント馬場                                                               | 17:30 A Laid-back Life -旅するテント-                                                     |                                       |
| 18 | 55 | 18:55 新潟日報ニュース                                                                                           | 18:55 新潟日報ニュース                                                                    |                                       |
| 19 | 00 | 19:00 小松亮太の音楽世界旅行（かしわプロダクション）                                                             | 19:00 ハライチのターン!（TBSラジオ）                                                      |                                       |
| 19 | 30 | 19:30 林蔵之介の歌謡サタデー                                                                                     | 19:00 ハライチのターン!（TBSラジオ）                                                      |                                       |
| 19 | 45 | 19:45 BSNラジオミュージックSHOW                                                                                  | 19:00 ハライチのターン!（TBSラジオ）                                                      |                                       |
| 20 | 00 | 20:00 純烈 スーパー銭湯!!（かしわプロダクション）                                                                | 20:00 今晩は吉永小百合です（TBSラジオ）                                                   |                                       |
| 20 | 30 | 20:30 イモトアヤコのすっぴんしゃん（TBSラジオ）                                                                  | 20:30 TSUNEIのGood Night Me                                                               |                                       |
| 21 | 00 | 21:00 藤田ニコルのニコニチ（TBSラジオ）                                                                          | 21:00 なにわ男子の初心ラジ!（ニッポン放送）                                               |                                       |
| 21 | 30 | 21:30 J-POPパラダイス90's                                                                                        | 21:00 なにわ男子の初心ラジ!（ニッポン放送）                                               |                                       |
| 22 | 00 | 22:00 福山雅治と荘口彰久の「地底人ラジオ」（渋谷のラジオ）                                                       | 22:00 井上芳雄 by MYSELF（TBSラジオ）                                                     |                                       |
| 22 | 30 | 22:00 福山雅治と荘口彰久の「地底人ラジオ」（渋谷のラジオ）                                                       | 22:30 あにまにあ（北陸放送）                                                              |                                       |
| 23 | 00 | 22:00 福山雅治と荘口彰久の「地底人ラジオ」（渋谷のラジオ）                                                       | 23:00 スーパー・ササダンゴ・マシンのチェ・ジバラ                                          |                                       |
| 23 | 30 | 23:30 SixTONESのオールナイトニッポンサタデースペシャル（ニッポン放送）                                           | 23:00 スーパー・ササダンゴ・マシンのチェ・ジバラ                                          |                                       |
| 0  | 00 | 23:30 SixTONESのオールナイトニッポンサタデースペシャル（ニッポン放送）                                           | 0:00 音楽☆とらのアナ（火曜会）                                                            |                                       |
| 0  | 30 | 23:30 SixTONESのオールナイトニッポンサタデースペシャル（ニッポン放送）                                           | 0:30 音茶メロらじお                                                                       |                                       |
| 1  | 00 | 1:00 オードリーのオールナイトニッポン（ニッポン放送）                                                            | 1:00 チェ・ジバラのつづき（毎月最終日曜以外） Show! Presents GGラジオ（毎月最終日曜のみ） |                                       |
| 1  | 30 | 1:00 オードリーのオールナイトニッポン（ニッポン放送）                                                            | （1:30 - 5:00 放送休止、毎月最終日曜以外） （2:00 - 5:00 放送休止、毎月最終日曜のみ）     |                                       |
| 2  | 00 | 1:00 オードリーのオールナイトニッポン（ニッポン放送）                                                            | （1:30 - 5:00 放送休止、毎月最終日曜以外） （2:00 - 5:00 放送休止、毎月最終日曜のみ）     |                                       |
| 3  | 00 | 3:00 オールナイトニッポン0(ZERO)（ニッポン放送） ヤーレンズのオールナイトニッポン0(ZERO)（ニッポン放送、最終週） | （1:30 - 5:00 放送休止、毎月最終日曜以外） （2:00 - 5:00 放送休止、毎月最終日曜のみ）     |                                       |
| 4  | 00 | 3:00 オールナイトニッポン0(ZERO)（ニッポン放送） ヤーレンズのオールナイトニッポン0(ZERO)（ニッポン放送、最終週） | （1:30 - 5:00 放送休止、毎月最終日曜以外） （2:00 - 5:00 放送休止、毎月最終日曜のみ）     |                                       |

### 現在放送中の主な自社制作および自社局のみで放送されている番組
- 新潟日報ニュース、BSNニュース（随時）
- ウィークリーチューン（随時）
- ハレッタのうた「雨のち晴れBoy」[145]（随時）

その他の番組は、公式サイトの ラジオトップページ あるいは ラジオ番組表 を参照。

### 過去に放送した番組

#### 自社制作番組
終了した番組は、公式サイトの 終了した番組 も参照。
平日朝
- にいがた西東
- BSNおはようワイド
- モーニングピアス
- Morning Cafe（2004年3月29日 - 2012年3月30日）
- はや・すた（2012年4月2日 - 2021年3月26日）

平日午前
- ミュージックポスト（1971年 - 2007年3月29日）
- 10時のロータリー
- 奥さま11時です
- どきどきラジオ11時

平日昼
- BSNサテライト・ヒットパレード[注 49]
- コンビニラジオ 昼ラジ

平日午後
- 2時のア・ラ・カルト
- ハレバレジョッキー お元気ですか!
- はればれワイドにっこり大放送
- 石塚かおりの午後の楽園
- ゴゴイチ
- ゴゴラク!

平日夕方
- ハロー・ライト・ミュージック
- 飛び出せスワロー
- 石塚かおりのゆうわく伝説
- New・sな時間
- ゆうWAVE（2012年4月2日 - 2017年3月30日）
- ゆうなびラジオ（2017年4月3日 - 2019年9月27日）
- 工藤淳之介 3時のカルテット（2019年9月30日 - 2024年3月28日）

金曜日
- フラっとフライデー
- キンラジ（2004年4月2日 - 2007年3月30日）
- 大倉修吾の縁歌劇場（2007年4月 - 2011年3月）

土曜日
- ブランチバスケット（1999年 - 2009年3月21日）
- サタパラ!
- ミュージックロータリー
- ハロー!!ジャンボサタデー（1970年10月10日 - 2003年3月29日[146]）
- ウィークエンドリクエスト
- わぁっと土曜日110分
- 音楽夢語り
- あなたと夜と音楽と
- 中澤卓也のMUSIC HOUR!

日曜日
- サンデーコンサート
- ばななサンデー（2003年4月6日 - 2009年3月22日）
- Oh!演歌
- Sunday Music Navi（2017年4月2日 - 2019年3月31日）
- TASKRADIC

その他
- RNKヒットメロディー
- 佐渡汽船 ジェットフォイルミュージック
- 波塚和子の演歌心の歌
- 鈴木かおるの全力投球
- 子育て日記
- 夜はおまかせベストテン[注 50]
- 新潟ミュージックメイト
- 奥様音楽をご一緒に
- スキップ・オン・マイク
- ドライバーのあなたに
- レディズ・アワー
- ニイガタ・トゥナイト
- テレフォンリクエストパレード
- 代々泉民謡教室
- 本町花のれんアワー（下越地域のみ放送[注 51]。新潟市本町商店街提供）
- ラジソン
- 金ちゃんと乾杯!!宿六大行進
- みのるとよう子のびっくりナイター
- 金親顕男のポップス専科
- 土曜スクエア鈴木かおるの全力投球!
- 学園かわら版にいがた・なう
- 今夜もゼッチョー!!
- 盗難車情報
- チャーリー高坂のネクラでバンザイ
- チャーリー高坂の今夜は絶頂
- Switch On Pops
- とびきりトミーのぶっちぎりサタデー
- かぎとみ徹のラジオはフランキー
- わくわく11時（各エリア別内容）
- 元気で候
- 純情倶楽部
- トワイライト・ジョッキー
- 実と京子の大勝負がっぷり四つ
- 海の気象ニュース
- キャプテン宝島の佐渡へこいっちゃ
- ぽっぷるランド
- 電リクネットワーク
- サツと修吾のハッピートーク
- こちらジャスコ放送局（新潟市青山のジャスコLから公開生放送）
- アイ※・ウイ※・佐渡ヶ島（※はハートの記号、ラブと読ませる）
- ライブリポート430
- ライブリポート445
- ライブリポート
- かぎとみ徹の熱烈!ラジオSHOW
- クチコミラジオ 越後じまんず
- 祐介・りんりんのギューギュー戦隊ハチキレンジャー
- ミノファーゲン 医学なんでも相談室
- やまだみつるのみみかき通信
- ウチらの実験室 〜10代のホ・ン・ネ〜
- ポプキン
- 怪傑バナゴング
- 朝日山おもしろ百科
- 夕ラジ
- Swing street
- J-ポッパー
- Love & Live Dステーション
- 大杉りさのMidday cafe
- 日曜日もごきげんで!
- 黒崎識正のオレンジ魂
- ひるbanana
- ヨシモト にいがた生ラジオ
- 海津ゆうこのさたばな
- ふるさと散歩
- 新海史子のLINK!!
- 久住小春のMEDIASHIP 927
- Angel Generationのsweet Heart
- 北原里英のMOONLIGHTING（2017年10月2日 - 2019年3月25日）
- 情熱にいがた〜新潟の経営者たち〜
- 越後家のすったもんだ
- 新潟県伝説の旅
- Mondeo こぶしロック!
- 酒井泰彦のMUSIC HOUR!
- 宝石みのわ きらめき★タイム
- 中田エミリーのとりあえず生で!
- みのわコレクション
- NGT48のガチ!ガチ?カウントダウン![注 52]
  - NGT48のガチ!ガチ?トーク[注 52]
- 志田愛佳のLuna×Mona
- 大杉りさのRcafe
- BSNニュース＆ウエザー
- Oceanネットスーパーpresents佐藤智香子10分間のアルデンテ
- 2022年度第4回火曜会ラジオスピリッツ最優秀賞・「おしゃべりな配達便」[147]

### ラジオパーソナリティ
男性
- 近藤丈靖（BSNアナウンサー）
- 工藤淳之介（BSNアナウンサー）
- 麦島侑（BSNアナウンサー）
- 前野智郎（BSNアナウンサー）
- 坂部友宏（BSNアナウンサー）

女性
- 石塚かおり（元BSNアナウンサー、現フリー）
- 水島知子（元BSNアナウンサー、現フリー）
- 船尾佳代（元エフエム新津アナウンサー、現フリー）
- 表佳世（元BSNアナウンサー、現フリー）
- 伊勢みずほ（元BSNアナウンサー、現フリー）
- 遠藤麻理（元新潟県民エフエム放送パーソナリティ、現フリー）
- 松井弘恵（フリーアナウンサー）

### 中継リポーター
2024年4月より
- 船尾佳代
- 大杉りさ（フリーアナウンサー）
- 水島知子

### 過去のラジオパーソナリティ
男性
- 星野一弘（アナウンサー、ニュースのみ）
- チャーリー高坂（元アナウンサー）

女性
- 田巻直子
- 小野沢裕子（元BSNアナウンサー、現フリー）
- 和田朋子（元BSNアナウンサー）
- 渡辺裕子（元BSNアナウンサー）
- 坂井英里子（フリー）
- 海津茅穂子（フリー）
- 湯浅みわ
- 横山未来
- 山田かおり（パーソナリティ）
- 小尾浩子（元FM新潟）
- 大杉りさ（元パーソナリティ）[148]

ほか

## テレビ

### ニュースネットワークの移り変わり
- 1958年（昭和33年）12月25日 テレビ本放送開始。ラジオ東京テレビ（現・TBSテレビ）・日本テレビとネットワークを組む。
- 1959年（昭和34年）3月1日 日本教育テレビ（現・テレビ朝日）とこの日開局したフジテレビともネットを組む。
- 1959年（昭和43年）8月1日 JNN発足と同時に加盟。ニュースはラジオ東京テレビ単独、それ以外はフリーネットとなる。
- 1967年（昭和42年）6月 民間放送教育協会発足と同時に加盟。
- 1969年（昭和43年）4月 前年12月16日のNST新潟総合テレビの開局時から順次、ニュース以外のTBSテレビ系列への番組移行を進め、同月からほぼフルネットに近い体制となる。しかし移行されなかった番組のみ、番組販売という形で放送を継続することとなり、その後もTBS系以外の番組で、NSTにて放映しなかった一部の番組も、同じ形での放送を行った。
- 1975年（昭和50年）3月31日 大阪準キー局の腸捻転解消により、関西発の同時ネットが朝日放送テレビから毎日放送に切り替わる。同時に、番販ネットが毎日放送から朝日放送テレビに切り替わる（1983年9月30日まで続く）。
- 1981年（昭和56年）4月1日 テレビ新潟放送網の開局により、日本テレビ系列の番組が消滅。また、フジテレビ・テレビ朝日系列の番組の一部がNST新潟総合テレビに移行。
- 1983年（昭和58年）10月1日 新潟テレビ21の開局により、民教協制作以外のテレビ朝日系列の番組が姿を消す。2年前の時点で移行しきれなかったフジテレビの番組は、『競馬中継』と仙台放送製作の東北電力一社提供番組を除きNST新潟総合テレビに移行。これにより、TBSテレビ系列のフルネット局となった。
- 2000年（平成12年）1月1日 フジテレビの競馬中継が、NST新潟総合テレビに移行。
- 2001年（平成13年）3月 仙台放送（OX）製作の東北電力一社提供番組のネット受けが終了。

### チャンネル

#### デジタルテレビ放送

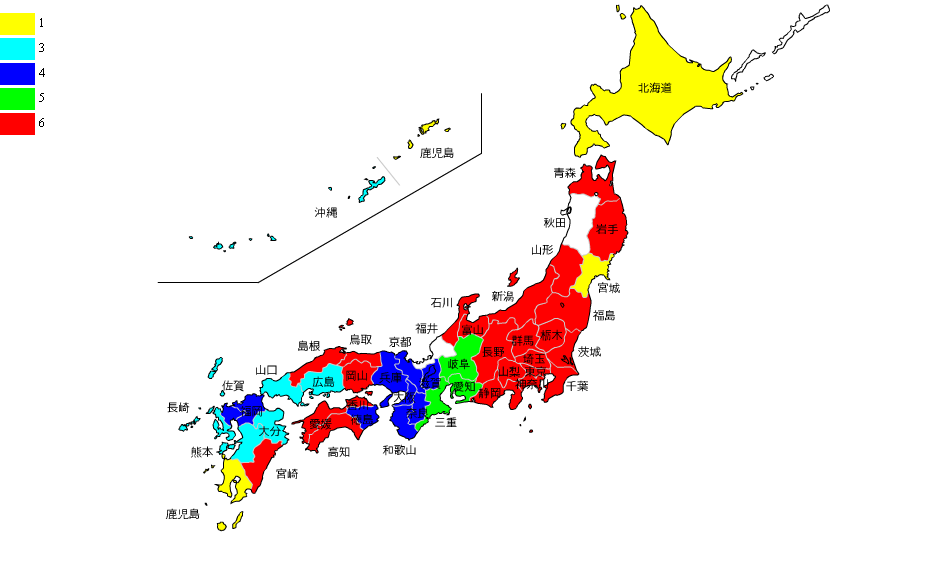
TBSテレビ系列局のリモコンキーID地図

リモコンキーID：6
キー局のTBSテレビや、IBC岩手放送・北陸放送などのアナログ親局・IDと同じ。アナログの親局「5」は引き継がず（新潟県は新潟テレビ21に割り当て）、国内の民放において唯一リモコンキーIDがアナログ放送の親局より大きい番号となった。ただし、BSN自身もアナログ中継局に6chを使っていた。
- 親局：17ch JODR-DTV 弥彦送信所（出力：3kW）[149]

呼出名称：にいがたほうそうデジタルテレビジョン
- 中継局[132]

| - 高田 18ch - 津南 18ch - 新井 44ch - 守門 18ch - 妙高高原 44ch - 三川 39ch - 津川 39ch - 村上 18ch - 村松 39ch - 高柳 37ch - 津南上郷 18ch | - 両津 31ch - 外海府 24ch - 関川 43ch - 青海 18ch - 小出 24ch - 相川 28ch - 湯沢 17ch - 栃尾 43ch - 川口 17ch - 鹿瀬 17ch | - 大和 18ch - 津南田中 17ch - 六日町 18ch - 高千 17ch - 糸魚川大野 18ch - 糸魚川早川 32ch - 朝日 32ch - 府屋 31ch - 土樽 32ch - 安塚 28ch | - 勝木 18ch - 小千谷真人 36ch - 中里 45ch - 黒川 31ch - 湯之谷 24ch - 柿崎 28ch - 松代 28ch - 新発田赤谷 34ch - 越路 37ch - 鯖石 18ch | - 塩沢 37ch - 新津 36ch - 牧 43ch - 下相川 17ch - 牛野尾谷 44ch - 関川女川 28ch - 津南中津 18ch - 柏崎山口 24ch - 中郷 46ch - 宮古木 20ch |

#### アナログテレビ放送（2011年7月24日運用終了）
- 親局：5ch JODR-TV 弥彦送信所（出力＝映像：5kW、音声：1.25kW）

呼出名称：にいがたほうそうテレビジョン
- 中継局

| - 魚沼守門 6ch - 高柳 6ch - 糸魚川 6ch - 佐渡相川 6ch - 津川 9ch - 魚沼 9ch - 上越 10ch - 松代 11ch - 妙高高原 22ch - 三川 31ch - 柏崎北条 31ch | - 魚沼湯之谷 31ch - 津南上郷 36ch - 津南中里 36ch （垂直偏波） - 村上 42ch - 関川女川 42ch - 津南田中 43ch - 鹿瀬 44ch - 新津 44ch（垂直偏波） - 津南中津 44ch - 松之山湯之島 44ch | - 山北府屋 45ch - 朝日 45ch - 柏崎山口 45ch - 青海 45ch（過去は1ch） - 佐渡外海府 45ch - 佐渡鹿伏 45ch - 佐渡大滝 45ch - 越後湯沢 46ch - 新発田赤谷 50ch - 越後川口 50ch - 能生栄 50ch | - 糸魚川早川 50ch - 佐渡両津 50ch - 津南 51ch - 小千谷真人 52ch （垂直偏波） - 山北勝木 55ch - 関川 55ch - 村松 55ch - 下田牛の尾 55ch - 越路 55ch - 南魚沼六日町 55ch | - 柏崎鯖石 55ch - 新井 55ch - 糸魚川大野 55ch - 黒川 56ch - 栃尾 56ch - 南魚沼大和 56ch - 塩沢 56ch - 越後湯沢土樽 56ch - 牧切光 61ch （垂直偏波） |

### 現在放送中の番組
詳細は、公式サイトの テレビトップページ あるいは テレビ番組表 を参照。

#### 自社制作番組
- BSN NEWS ゆうなび（月曜 - 金曜 18:15 - 19:00）
  - BSN NEWS
- BSN水曜見ナイト→新潟全県民バラエティ 水曜見ナイト（水曜 19:00 - 20:00）[注 53]
- 新潟名刹紀行（金曜 9:55 - 10:00）
- さわやか新潟（年4回放送。以前は毎月第1土曜 11:00 - 11:30）
- 土曜ランチTV　なじラテ。（土曜 12:10 - 14:00）
  - 麦島侑のもう一度手を握っていいですか?（金曜 10:00 - 10:15）[注 54]
- ワンダフル競馬（新潟競馬第3場開催時の土曜 15:00 - 16:00）
- 週刊 県政ナビ（日曜 11:40 - 11:45）
- BSN Collection（映像BSNコレクション）[注 55]
- ゆうなび深夜便（深夜から早朝にかけてのフィラー番組でゆうなびの新潟ローカルのニュースコーナーから2週間から1ケ月遅れの内容を再放送している）

#### ネット番組
太字は同時ネット。
TBS系列番組
- キユーピー3分クッキング（月曜 - 金曜 11:20 - 11:30・土曜 12:00 - 12:10、CBCテレビ制作）[注 56]
- ゴゴスマ -GO GO!Smile!-（月曜 - 金曜 13:55 - 15:49。CBCテレビ制作）
- よしもと新喜劇（火曜 1:00 - 2:00（月曜深夜）。毎日放送制作）
- 世界くらべてみたら（水曜 19:00 - 20:00）
- ニノなのに（水曜 21:00 - 21:58）
- よるのブランチ（水曜 23:56 - 翌0:26）
- あれみた?（木曜 1:00 - 2:00（水曜深夜）。毎日放送制作）
- かまいたちの知らんけど（金曜 1:00 - 2:00（木曜深夜）。毎日放送制作）
- 噂の!東京マガジン（金曜 10:25 - 11:20。地上波放送時代は同時ネット。番組自体はBS-TBSに移行の上継続中であるが、2025年4月4日よりBSNでも遅れネットで再開）
- 有田哲平とコスられない街（土曜 0:48 - 1:18（金曜深夜））
- バース・デイ（土曜 1:23 - 1:53（金曜深夜））
- 夜明けのラヴィット!（土曜 5:45 - 7:30）
- 王様のブランチ・第1部（土曜 9:30 - 11:45）
- サンドのぼんやり〜ぬTV（土曜 17:00 - 17:30。東北放送制作）
- ジンギス談!（日曜 0:28 - 0:58（土曜深夜）。北海道放送制作）
- 有吉ジャポンII ジロジロ有吉（日曜 0:58 - 1:28（土曜深夜））
- サンデージャポン（日曜 9:54 - 11:24）
- 週刊さんまとマツコ（日曜 13:00 - 13:27）
- 歩道・車道バラエティ 道との遭遇（CBCテレビ制作。不定期放送）[注 57]
- ドキュメンタリー「解放区」（不定期放送）

テレビ東京系番組
- ワタシが日本に住む理由（月曜 10:25 - 11:20。BSテレ東制作）
- 何を隠そう…ソレが!（火曜 23:56 - 翌0:55）
- SAKAMOTO DAYS（第2クール。水曜 1:30 - 2:00（火曜深夜））
- ナゼそこ?（土曜 14:00 - 14:54）
- ウイニング競馬（土曜 15:00 - 16:00）[注 58]
- 怪獣8号（第2期。日曜 1:28 - 1:58（土曜深夜）)
- JAPANをスーツケースにつめ込んで!〜世界に日本を持ってった〜（日曜 13:30 - 14:24）
- 家、ついて行ってイイですか?（日曜午後に不定期放送）
- 出川哲朗の充電させてもらえませんか?（日曜午後に不定期放送）
- 日経スペシャル カンブリア宮殿（不定期放送）

民教協の番組
- 日本のチカラ（日曜 5:45 - 6:15）

その他の番組
- いろはに千鳥（水曜 1:00 - 1:30（火曜深夜）。テレビ埼玉制作）
- クレバテス-魔獣の王と赤子と屍の勇者-（木曜 2:30 - 3:00（水曜深夜）。AT-X、BS日テレ制作）
- MUSIC B.B.→B.B.レアリティ→Music B.B. Japan（土曜 1:53 - 2:23（金曜深夜））
- ライフ・ライン（土曜 5:00 - 5:30）
- 東野山里のインプット（日曜 1:28 - 1:58（土曜深夜）。BSよしもと制作）
- 比叡の光（日曜 5:30 - 5:45。KBS京都制作）
- 内村さまぁ〜ず→内さまワールド（月曜 0:55 - 1:25（日曜深夜））
- うたなび!→うたなびMAX!!（月曜 1:25 - 1:55（日曜深夜））

### 過去に放送した番組

#### 自社制作番組
- 歌う天気予報（1980年代 - 90年代初めまで放送終了直前や開始直後に演歌や歌謡曲をバックに天気予報を流していた）
- あなたのチャンネル
- 奥さまレーダー
- カメラかついで
- ピンポンクイズ
- BSNニュースワイド
- ウィークエンドi
- 土曜はヨイショ!!
- 新潟発そこが知りたい
- BSNスペシャル
- K's Bar
- すこやか1・2の3ちゃん
- BSNダイナミックサタデー（1983年4月2日 - 1984年3月24日 土曜 14:00 - 16:00）[150]
- 情報ジャイアント（1994年4月2日 - 1994年12月24日 土曜 12:00 - 12:45）[151]
- BSN民謡チャンピオン
- さわやか味のスケッチ
- アイラブクッキング
- 歯の用心
- あんたっ家なんてっ家
- 大塚浩のゆうたいむ
- ダイナミック競馬
- J商店
- NEXT!（ケーブルテレビを除きNAMARA唯一の冠テレビ番組であった。）
- トントンあったと にいがたの昔ばなし
- BSN NEWS 日曜テレビ夕刊※HD
- イブニング王国!（2010年3月26日終了）
- ワンダフル新潟人!
- THE新潟スペシャル
- BSNアーカイブ「カメラかついで」（BSN開局60周年を迎え、1960年代から1970年代にかけて放送された番組を2012年4月7日から半年間放送された）
- 消費生活バラエティ 金曜パラダイス
- 情熱にいがた
- リフォームのつぼ
- テレビサロン
- 新潟大学テレビ公開講座※HD
- 新潟ジョシ部!（2020年9月22日終了）
- お天気Meteo（DAISHI DANCEの曲をバックに車で走行する新潟市内の夜景と天気予報を流していた）
- 天気フィラー（毎日違うアーティストのアルバムを天気予報のフィラーとしてフルコーラスかつエンドレスで流していて、アルバム情報はBSNのホームページ上に公開されていた）

#### ネット番組

##### TBSテレビ系の番組（時差ネットを含む）
- 電光超人グリッドマン
- ノブナガ（CBCテレビ制作）
  - 地名しりとり伝説（CBCテレビ制作）[注 59]
  - 地名しりとり 旅人ながつの挑戦（CBCテレビ制作）
- 金曜ナイト劇場（毎日放送制作）
  - 深夜食堂（第一部）[注 60]
- 毎日放送の深夜ドラマ枠（毎日放送制作）
  - 闇金ウシジマくん Season1
  - カルテット
  - 荒川アンダー ザ ブリッジ
  - 闇金ウシジマくん Season2
  - アゲイン!!
  - 深夜食堂3（第三部）→深夜食堂2（第二部）[注 61]
- アメージパング!（途中打ち切り）
- 有田哲平の夢なら醒めないで
- ダブルベッド（途中打ち切り）
- 五等分の花嫁
- その他の人に会ってみた
- アサルトリリィ BOUQUET[注 62]
- NEWSな2人（同時ネット）
- ケンゴローサーカス団（毎日放送制作）
- 魔法少女まどか☆マギカ （毎日放送制作）
- メッセンジャーの○○は大丈夫なのか?（毎日放送制作。途中打ち切り）
- 映像研には手を出すな!（毎日放送制作）
- 痛快!明石家電視台（毎日放送制作、途中打ち切り）
- 銀河鉄道物語 〜永遠への分岐点〜（CBCテレビ制作）
- 本能Z（CBCテレビ制作）
- 霜降りミキXIT
- 中居大輔と本田翼と夜な夜なラブ子さん
- 月バラナイト（第1期のみ同時ネット）
- 東京リベンジャーズ（毎日放送制作）
  - 8・3抗争編・血のハロウィン編（第1期）
  - 聖夜決戦編（第2期）
  - 天竺編（第3期）
- 不夜城はなぜ回る（同時ネット）
- バナナマンの早起きせっかくグルメ!!（2023年3月打ち切り）
- ふわり愛（山陰放送幹事。第2期はUXで放送）
- ドラマ特区（毎日放送制作）※放送順。
  - コーヒー&バニラ（2019年12月31日 - 2020年1月3日。集中放送）
  - ピーナッツバターサンドウィッチ（2020年5月13日 - 6月13日。2話連続放送）
  - ねぇ先生、知らないの?（2020年7月5日 - 2020年8月9日）
  - 夢中さ、きみに。（2022年6月28日、7月6日。連続放送）
  - 美しい彼 シーズン1（2023年1月2日 - 1月4日。集中放送）
- ドラマシャワー（毎日放送制作）
  - 体感予報（2023年12月31日 - 2024年1月4日。集中放送）
- 『発表!ウチの県の大事ケン』〜1時間まるごと○○県TV〜
- ごぶごぶ（毎日放送制作。2024年3月打ち切り）
- NEWSの全力!!メイキング（同時ネット）
- 私が女優になる日（同時ネット）
- アニメイズム（毎日放送制作）
  - 将国のアルタイル
  - 炎炎ノ消防隊 弐ノ章（第2期[注 63]。同時ネット）
  - HIGHSPEED Étoile（同時ネット）
- ドラマイズム（毎日放送制作）※放送順。
  - ディアスポリス 異邦警察
  - 闇金ウシジマくん Season3
  - 伊藤くん A to E（2018年1月3日、1月4日。集中放送）
  - 賭ケグルイ Season1
  - 賭ケグルイ Season2
  - 左ききのエレン（2020年1月4日 - 1月6日。集中放送）
  - 映像研には手を出すな!
  - ゆうべはお楽しみでしたね（2020年8月16日 - 9月27日）
  - 荒ぶる季節の乙女どもよ。
  - ガールガンレディ（2021年12月30日 - 2022年1月4日。集中放送）
  - 怪獣倶楽部〜空想特撮青春記〜（2022年12月30日、12月31日。集中放送）
  - 美しい彼 シーズン2（2023年3月19日、3月26日。2話連続放送）
  - Do It Yourself!! -どぅー・いっと・ゆあせるふ-（テレビドラマ版）[注 64]
  - マイホームヒーロー（テレビドラマ版）
  - ＃居酒屋新幹線2（シーズン2）（2024年12月28日 - 2025年1月5日。集中放送）[注 65]
- 東大王（不定期放送）
- ワールド極限ミステリー（同時ネット）

ほか

##### 旧ロゴ時代に放送されていた主なTBSテレビ系の番組
（※は現ロゴになってからも放送）
- タケダアワー
  - 月光仮面
  - 隠密剣士
  - ウルトラQ
  - ウルトラマン
  - ウルトラセブン
  - 柔道一直線 他
- 不二家の時間
  - オバケのQ太郎（第1作）
  - パーマン（同上）
  - 怪物くん（同上）
  - サインはV（第1作） 他
- クイズダービー※
- 8時だョ!全員集合→加トちゃんケンちゃんごきげんテレビ
- ザ・ベストテン
- ぴったし カン・カン
- YKKアワー キックボクシング中継→クイズ100人に聞きました※
- アッコにおまかせ!※（現在も放送中）
- 日立 世界・ふしぎ発見!※（現在も放送中）
- 3年B組金八先生※（第3シリーズまで）
- 渡る世間は鬼ばかり※（第1シリーズのみ）
- JNNおはようニュース&スポーツ→JNNニュースコール※
- 地球!朝一番
- JNNニュースコープ→JNNニュースの森※（現在の『Nスタ』枠）
- JNN報道特集※
- JNNフラッシュニュース※（現在も放送中）
- まんが日本昔ばなし※（毎日放送制作）腸捻転解消でNST新潟総合テレビから移行。
- 海のトリトン（朝日放送テレビ制作・腸捻転時代）
- ふしぎなメルモ（朝日放送テレビ制作・腸捻転時代）
- ど根性ガエル（朝日放送テレビ制作・腸捻転時代、1972年度のアニメ版。1981年度の『新 -』と2015年のドラマ版はテレビ新潟放送網で放送）
- 霊感ヤマカン第六感（朝日放送テレビ制作）腸捻転解消後NST新潟総合テレビへ移行。
- 新婚さんいらっしゃい!（朝日放送テレビ制作）腸捻転解消後NST新潟総合テレビへ移行後、現在は新潟テレビ21で放送。
- 必殺シリーズ（朝日放送テレビ制作）『必殺必中仕事屋稼業』まで。途中NST新潟総合テレビで『必殺仕置屋稼業』を放映開始し、一時期は2局で並行放送。『必殺仕業人』以降はNST新潟総合テレビへ完全移行。その後、1983年10月1日以降新潟テレビ21へ。

注：TBSテレビ系のネット番組は、1968年12月16日のNST新潟総合テレビの開局時点から、BSNはTBSテレビ系の単独ネット局になったため、大部分の番組がネットされる事になった。

##### テレビ東京系の番組
- 忍者キャプター
- 快傑ズバット
- クイズ地球まるかじり
  - 絶品!地球まるかじり
- タモリの音楽は世界だ!
  - タモリのギャップ丼
- 決戦!クイズの帝王
- アイドルをさがせ!（途中打ち切り）
- 芸能人専用タクシー し〜たく
- Get Ride! アムドライバー（途中打ち切り）
- 魔法のプリンセス ミンキーモモ（1作目）
- 新世紀エヴァンゲリオン
- 天空のエスカフローネ
- 機動戦艦ナデシコ
- テレビ東京金曜18時00分枠アニメ

姫ちゃんのリボン→赤ずきんチャチャ→ナースエンジェルりりかSOS→こどものおもちゃ→カウボーイビバップ→発明BOYカニパン→超発明BOYカニパン→ビックリマン2000（途中打ち切り）
- 宇宙海賊ミトの大冒険
- 月10万円で豊かに暮らせる町&村
- いきなり結婚生活
- 主治医が見つかる診療所（第1期）[注 66]
- アイシールド21（途中打ち切り）
- ドラマ24

嬢王→下北GLORY DAYS→2ndハウス→怨み屋本舗
- 給与明細
- おもてなし音楽バラエティ むちゃ∞ブリ!
- たけしの誰でもピカソ
- 田舎に泊まろう!
- ピラメキーノG
- ガレッジ×ビレッジ（不定期）
- やりすぎコージー
- ちょこっとイイコト 〜岡村ほんこん♥しあわせプロジェクト〜→家族になろう（よ）
- KOZY'S NIGHT 負け犬勝ち犬
- 〜どうぶつ冒険バラエティ〜ワンダ!
- 流派-R
- ペット大行進! ど〜ぶつくん
- 演歌の花道
- ミエと良子のおしゃべり泥棒
- 小松原三夫のゴルフ道場
- 光速電神アルベガス
- STYLE of HANG-OUT
- たけしのニッポンのミカタ!（途中打ち切り）
- 宇宙大帝ゴッドシグマ
- イソップワールド
- これつくったの私です
- 〜突撃!はじめましてバラエティ〜イチゲンさん→イチゲンさん“おはつ”できますか?
- ベイブレードバースト→ベイブレードバースト 神→ベイブレードバースト 超ゼツ
- ガールズ×戦士シリーズ（『魔法×戦士 マジマジョピュアーズ!』以前の作品および『ビッ友×戦士 キラメキパワーズ!』は県内未放送）
  - ひみつ×戦士 ファントミラージュ!→ポリス×戦士 ラブパトリーナ!
- ソクラテスのため息〜滝沢カレンのわかるまで教えてください〜
- アイカツプラネット!（以前のシリーズはNSTで放送）
- ドラマ25
  - ひとりキャンプで食って寝る
  - 直ちゃんは小学三年生
- 石橋勝のボランティア21（テレビ大阪制作）
- パソコンサンデー（テレビ大阪制作）
- 中国世界遺産ものがたり（テレビ大阪制作）
- ウルトラシリーズ（シリーズ自体は継続中）[注 67]
  - ウルトラマントリガー→ウルトラマン クロニクルD→ウルトラマンデッカー→ウルトラマン ニュージェネレーション スターズ（第1期）→ウルトラマンブレーザー
- しましまとらのしまじろう→はっけん たいけん だいすき! しまじろう→しまじろう ヘソカ→しまじろうのわお!（テレビせとうち制作。2022年9月打ち切り。番組自体は継続中）
- チェンソーマン
- ヨネックスレディスゴルフトーナメント（2022年まで。毎年6月第1週の土・日に録画放送）
- 異世界はスマートフォンとともに。2（AT-X製作。第1期は県内未放送）
- それでも結婚したいと、ヤツらが言った。
- おかしな転生
- 30歳まで童貞だと魔法使いになれるらしい（テレビアニメ版）[注 68]
- ヤギと大悟
- 怪獣8号（第1期）
- 異世界ゆるり紀行 〜子育てしながら冒険者します〜
- BLEACH 千年血戦篇（第1クール、第2クール『-訣別譚-』、第3クール『相剋譚-』）[注 69]
- 夏目友人帳 漆（第七期）[注 70]
- SAKAMOTO DAYS（第1クール）
- ありえへん∞世界（2025年4月3日に打ち切り）

ほか

##### TBS系、テレビ東京系以外の系列局の番組
NST新潟総合テレビ（現在はFNN系列）の開局前の番組、及び同局開局後にクロスネット（FNN、NNNとANN）だった時代に、同局でネットしきれないフジテレビ、日本テレビ、テレビ朝日などの番組を購入して放送していたり、また、スポンサーの関係でフルネット化後も移行せずに放送されていた番組について、以下に主なのを記す。

###### フジテレビ系の番組
- ズバリ!当てましょう（1981年末番組終了まで）
- 銭形平次（大川橋蔵主演。1976年NST新潟総合テレビへ移行）
- コートにかける青春
- 忍者部隊月光
- ハリスの旋風
- スター千一夜（1968年11月29日にNSTへ移行）
- 忍風カムイ外伝→サザエさん（1975年10月にNSTへ移行）
- 日曜19時台前半アニメ枠（1981年4月にNSTへ移行）

マジンガーZ
SF西遊記スタージンガー→SF西遊記スタージンガーII→円卓の騎士物語 燃えろアーサー→燃えろアーサー 白馬の王子→おじゃまんが山田くん
- 競馬中継→チャレンジ・ザ・競馬→スーパー競馬（2000年1月にNSTへ移行[注 71]。）
- 動物家族
- 鉄人28号（第1作）→遊星少年パピイ
- ザ・ヒットパレード
- ジャングル大帝
- W3→マグマ大使
- リボンの騎士（NST開局後に同局での番販購入による放送あり）
- アニマル1
- キンカン素人民謡名人戦（NST開局時に移行）
- 三匹の侍（第6シリーズ途中からNSTへ移行）
- ハニーハニーのすてきな冒険
- 新サンデートーク（東北電力提供、仙台放送制作）
- 今、きらめいて（東北電力提供、仙台放送制作）

ほか

###### テレビ朝日系の番組
★は1981年4月1日以降NST新潟総合テレビへ（1981年4月1日テレビ新潟放送網開局にともない、NSTのテレビ朝日系番組増加にともなうもの）、☆は1983年10月1日以降新潟テレビ21へ
- 一休さん★
- スーパー戦隊シリーズ☆

秘密戦隊ゴレンジャー→ジャッカー電撃隊→バトルフィーバーJ→電子戦隊デンジマン→太陽戦隊サンバルカン→大戦隊ゴーグルファイブ→科学戦隊ダイナマン
- モーニングショー★
- あまから問答☆（テレビ新潟放送網開局後も放送、1983年10月に新潟テレビ21に移行）
- レッドビッキーズシリーズ
- 燃えろアタック
- 新幹線公安官
- 鉄道公安官
- 特別機動捜査隊（モノクロ時代の1966年から1967年まで放送。1968年12月4日からNSTにて同時ネットで放送開始。）
- 魔法使いサリー（第1期、第2期は☆）
- 超電磁ロボ コン・バトラーV
- 闘将ダイモス
- 川崎敬三の料理ジョッキー
- カリメロ（第1作のみ放映）
- 誰のために愛するか
- ナショナルキッド→少年ケニヤ
- 透明ドリちゃん
- 象印歌のタイトルマッチ→象印スターものまね大合戦（1969年4月6日から同時ネットでNSTへ移行）
- 俺は用心棒（3作目まで、4作目はNST新潟総合テレビで放送）
  - 待っていた用心棒
  - 帰って来た用心棒
- アパッチ野球軍
- 新時代の中小企業→明日の経営戦略☆
- 東京メグレ警視シリーズ（朝日放送テレビ・ANB・HTB・NBN・KSB・UHT・KBC共同制作）
- 高校野球ハイライト（朝日放送テレビ制作・後の『熱闘甲子園』。その後、NST新潟総合テレビへ移行し、その後は☆）
- プロポーズ大作戦（朝日放送テレビ制作）★
- パネルクイズ アタック25（朝日放送テレビ制作）★
- 三枝の国盗りゲーム（朝日放送テレビ制作）★
- はじめ人間ギャートルズ（朝日放送テレビ制作・腸捻転時代から引き続き放送）
- 仁鶴・きよしのただいま恋愛中（朝日放送テレビ制作・腸捻転時代から引き続き放送）
- チェックメイト78（朝日放送テレビ制作）
- 無敵ロボ トライダーG7→最強ロボ ダイオージャ→戦闘メカ ザブングル→聖戦士ダンバイン（名古屋テレビ制作）☆
- 瓦版・忠臣蔵（毎日放送制作、腸捻転時代）

ほか

###### 日本テレビ系の番組（テレビ新潟放送網開局まで）
※はテレビ新潟放送網に開局と同時に（一部はテレビ新潟放送網のサービス放送の時から）移行
- 土曜グランド劇場※
- 笑点※（以前はNSTで放送していたが、1971年10月にBSNへ移行。）
- 健康増進時代（日本医師会提供枠）※
- ご存じですか※
- ドラえもん (1973年のテレビアニメ)（本放送終了後、1974年9月4日 - 10月11日に平日 17:00 - 17:30に放映[152]第2作は新潟総合テレビ⇒新潟テレビ21で放送）
- 桃太郎侍※
- レ・ガールズ
- ダイヤル110番
- 日産スター劇場
- 東芝ファミリーホール特ダネ登場!?（日曜 18:00 - ）
- 大蔵大臣アワー
- 家なき子（1977年度のアニメ版を放映）→宝島
- 青春とはなんだ→これが青春だ
- 特ダネ記者
- 光速エスパー
- シャープクライマックス 人生はドラマだ
- プラチナゴールデンショー
- ガンバの冒険
- 踊って歌って大合戦
- 全国高等学校サッカー選手権大会[注 72]
- びっくり日本新記録（讀賣テレビ放送制作）（第2期まで。第3期からNST→テレビ新潟）
- 黄金バット→巨人の星（讀賣テレビ放送制作・第1作のみ放映、第2作以降はNST新潟総合テレビで放映）
- タイガーマスク（讀賣テレビ放送制作）
- お笑いマンガ道場（中京テレビ放送制作）※

ほか

#### その他の番組
- 旅人発案 旅番組まじめました（BS12制作）
- 中央競馬ワイド中継（関東独立放送局制作）[注 73]
- 橋本マナミのLeader's Golf（テレビ埼玉制作）
- メッチャE!→CD NEWS→MU-GEN（千葉テレビ制作）
- MUSIC LAUNCHER（千葉テレビ制作）
- saku saku（テレビ神奈川制作。月 - 金で放送されている中の木曜分。2006年3月31日で打ち切り）
- THE 鈴木タイムラー（テレビ神奈川制作）
- 演歌百撰（サンテレビ幹事）
- 銀河英雄伝説
- 平成歌謡塾
- 戦国炒飯TV 〜なんとなく歴史が学べる映像〜[153]
- 遊戯配信 e-Strangers（TOKYO MX制作）
- UHFアニメ
  - 同級生2
  - 下級生
  - LEGEND OF BASARA
  - To Heart（地上波ではBSNのみエンディング曲が違っていた）
  - らき☆すた
  - 艦隊これくしょん -艦これ-
  - Free!
  - くまみこ
  - 進撃の巨人 Season2（Season1は第3.5話を除いて未放送、Season3以降はNHK総合・新潟へ移行）
  - ラブライブ!シリーズ[注 74]
    - ラブライブ!→ラブライブ!サンシャイン!!

  - 鬼滅の刃（第1期のみ放送。再放送以降はNST新潟総合テレビで放送）
  - 【推しの子】（第1期のみ放送。第2期はNST新潟総合テレビで放送）
- ダイアンのガチで!ごめんやす（日曜 1:28 - 1:58（土曜深夜）。群馬テレビ制作。2024年3月31日に打ち切り）
- ダンジョン飯（第1期）
- ごちそうリクエスト いまコレ食べたい!（金曜 11:05 - 11:20）
- リンカイ!（2024年7月7日 - 9月22日。日曜 6:15 - 6:45。TOKYO MX制作）
- 時々ボソッとロシア語でデレる隣のアーリャさん Season1
- 歴史に残る悪女になるぞ
- 異修羅（第2期）[注 75]
- 精霊幻想記2（第2期。2025年2月1日 - 2025年4月19日、土曜 1:53 - 2:23（金曜深夜）。BSフジ制作）[注 76]
- 紫雲寺家の子供たち（AT-X、TOKYO MX、BS11、関西テレビ制作）
- 没落予定の貴族だけど、暇だったから魔法を極めてみた（2025年4月26日 - 7月12日、土曜 1:53 - 2:23（金曜深夜）。BSフジ制作）

## アナウンサー
アナウンサーは全て報道制作局・情報センターに所属している。

### 現職
男性
- 1994年 近藤丈靖
- 2012年 麦島侑
- 2014年 黒崎貴之、工藤淳之介（元岩手めんこいテレビ）、坂部友宏（元福島テレビ）
- 2019年 前野智郎

女性
- 1993年 田巻直子（アナウンス担当部長兼任[154]）
- 2014年 三石佳那
- 2018年 大塩綾子（2020年より同局ラジオディレクターからアナウンス部に配属）
- 2022年 三浦萌
- 2025年 高松みなみ（元NHK帯広放送局）

### 過去のアナウンサー
※は元アナウンス部長。●は故人（在職中に死去した人物も含む）。○はアナウンサーではなくラジオパーソナリティ。

#### 男性
- 1952年 
  - 今村英成
  - 斉藤威友
- 1954年 
  - 丹羽国夫（1955年の新潟大火では、社屋屋上から延焼の様子を実況）
- 1957年 
  - 水沢英男●
- 1958年 
  - 秋丸洋
  - 池葉宏（退職後、エフエム新津の創立に参加)
- 1962年 
  - 中村靖国
  - 三村基明
- 1964年 
  - 上野勝
  - 大塚浩
  - 大倉修吾○●（2006年6月退職。その後はフリーで活動していたが、2016年7月に死去[155]）
  - 平林勝芳
- 1967年
  - 金親顕男（顧問）
  - 竹石松次（顧問）
- 1972年 
  - 鈴木馨
- 1974年 
  - 河内潤一
- 1976年 
  - 小柳実※（元NHK、新潟アナウンススクール代表・講師）
- 1980年
  - 杉浦健
- 1981年 
  - 鍵冨徹○※（営業局次長・ラジオセンター長[156]）
- 1982年 
  - 高坂元巳（BSNウェーブ取締役）
  - 佐藤隆夫（BSNメディアホールディングス社長）
- 1987年 
  - 和田司（報道制作局報道部記者・報道解説委員）
- 1989年 
  - 磯村茂昭
  - 服部陽介（→フリー。ファーストキャスト（個人事務所）代表）
- 1991年 
  - 星野一弘（ - 2023年1月、→フリー）
- 1995年 
  - 新保真徳（報道制作局報道部記者）
- 2000年 
  - 東宏典（毎日コミュニケーションズ）
- 2004年 
  - 高橋知幸（ - 2013年3月、→東海テレビアナウンサー）
- 2006年 
  - 喜谷知純（ - 2014年9月、→フリー[157]）

#### 女性
- 1972年 
  - 井上清子
  - 荏原幸子
- 1973年 
  - 北見裕子
- 1974年 
  - 山中景子
  - 斎藤千恵子
- 1976年 
  - 小原三永子
  - 小島京子（→フリー。現姓近藤）
- 1980年 
  - 小野沢裕子（ - 1986年退職。→フリー）
- 1981年 
  - 増山由美子※（ - 2013年。編成局次長・考査広報部長[156]）
- 1982年 
  - 中岡みち（1983年 - 1989年頃に「歌のない歌謡曲」を担当）
- 1983年 
  - 伊藤充
  - 中津川英子（→フリー。契約パーソナリティとしてラジオニュースとテレビ「さわやか新潟」（新潟市広報番組）MCを担当）
  - 前川乃利子
- 1986年 
  - 佐藤友美
- 1987年 
  - 石塚かおり（ - 2024年退職。→フリー）
  - 杉山朋子（→フリー。2006年に契約パーソナリティとして復帰）
- 1988年 
  - 白田彰子
- 1990年 
  - 渡辺菜穂子
- 1991年 
  - 斎藤文栄（後に社会民主党党首・参議院議員福島瑞穂秘書　現公益財団法人ジョイセフ グローバル・アドボカシー・ ディレクター、SDGs市民社会ネットワーク　ジェン ダーユニット共同幹事、国際女性の地位協会理事）
- 1993年 
  - 伊藤麻子（ - 2006年退職。旧姓早川。高校教諭から転身し入社）
  - 中川美希
- 1994年 
  - 大杉りさ○
- 1996年 
  - 佐野佳世（旧姓表（おもて）。退職後もラジオで活動）
  - 土井里美（ - 2001年退職。→フリー）
  - 兼子香（ - 2010年退職）
- 1997年 
  - 村山恵美（ - 2001年退職。同年NST新潟総合テレビへ移籍し2008年退職）
- 1998年 
  - 川瀬純子[158]
  - 渡辺裕子（→フリー）
- 2001年 
  - 大島さやか（その後福井放送へ移籍したのち退職）
  - 小林恵子（ - 2005年退職。→フリー。2005年 - 2007年はWOWOW契約キャスター）
- 2002年 
  - 伊勢みずほ（ - 2010年退職。→フリー）
  - 枦山南美（ - 2004年退職。2010年12月末までフリーとして活動。プロサッカー選手松下年宏夫人）
- 2005年 
  - 佐々木美佳子（チューリップテレビから移籍。- 2009年退職）
  - 實石あづさ（ - 2012年退職。元NHK放送センター契約キャスター）
  - 水島知子（佐渡テレビジョンから移籍。- 2012年退職。→フリー）
- 2006年 
  - 田中理紗（ - 2009年退職。のちにNHK大津放送局キャスターを経て退職）
- 2008年 
  - 武内実江（ - 2011年退職。のちにNHK金沢放送局キャスターを経て2012年退職）
- 2009年 
  - 米澤和代（ - 2012年退職。地上デジタル放送推進大使）
- 2011年 
  - 新海史子（ - 2022年退職。→フリー）
  - 森本晴香（ - 2012年退職。広島ホームテレビ→四国放送→南海放送→フリー）
- 2012年 
  - 磯部恵美（ - 2014年退職。元西日本放送アナウンサー）
  - 門脇瑛子（ - 2014年退職。元NHK和歌山放送局契約キャスター）
- 2013年 
  - 手島千尋（ - 2016年退職。のちにTOKYO FMアナウンサー）
- 2014年 
  - 田中美紗貴（ - 2016年退職。のちにテレビ静岡アナウンサー）
- 2015年 
  - 久能木百香（ - 2020年退職。2016年にアナウンサーへ転属）
- 2016年 
  - 渡邉智世（ - 2019年退職。→フリー→2020年からNHK新潟放送局契約キャスター）
- 2017年 
  - 田中碧（ - 2019年退職。のちにテレビ神奈川アナウンサーを経て、2023年からフリー）
  - 林莉世（ - 2021年退職。→フリー）
- 2019年
  - 関根苑子（元NHK新潟放送局。- 2024年2月退職。のちに千葉テレビ放送アナウンサー）
  - 行貝寧々（ - 2025年退職。→フリー）
- 2022年
  - 吉田理彩（ - 2025年3月退職 →同年4月よりBS10アナウンサー[159]）
- 2023年 
  - 近藤里咲（ - 2024年12月退職）

- 石田万里子
- 小湊曜子
- 吉弘知代
- 若林祥子
- 渡辺すみ子

### アノンシスト賞受賞歴
- 第2回（1976年度）テレビ「CM」部門優秀賞（北見裕子）
- 第3回（1977年度）ラジオ「CM」部門最優秀賞（金親顕男）
- 第4回（1978年度）ラジオ「CM」部門最優秀賞（中村靖国・斎藤千恵子）
- 第5回（1979年度）テレビ「CM」部門最優秀賞（吉弘知代）、ラジオ「CM」部門優秀賞（大塚浩・小原三永子）
- 第6回（1980年度）テレビ「CM」部門優秀賞（山中景子）、ラジオ「CM」部門優秀賞（若林祥子）
- 第7回（1981年度）ラジオ「CM」部門優秀賞（池葉宏・小島京子）
- 第8回（1982年度）ラジオ「番組」部門優秀賞（大塚浩）、「CM」部門優秀賞（石田万里子）
- 第9回（1983年度）テレビ「CM」部門優秀賞（鈴木磐・前川万利子）
- 第10回（1984年度）テレビ「CM」部門最優秀賞（小野沢裕子）、ラジオ「CM」部門優秀賞（鍵冨徹・増山由美子）
- 第11回（1985年度）テレビ「CM」部門最優秀賞（伊藤充）
- 第12回（1986年度）テレビ「CM」部門優秀賞（増山由美子）、ラジオ「番組」部門最優秀賞（斎藤千恵子）
- 第13回（1987年度）ラジオ「CM・ショッピング番組」部門優秀賞（高坂元己・中岡みち）
- 第14回（1988年度）テレビ「CM・ショッピング番組」部門優秀賞（杉山明子・大塚浩）、ラジオ「CM・ショッピング番組」部門優秀賞（石塚かおり・河内潤一）
- 第17回（1991年度）テレビ「CM」部門優秀賞（渡辺菜穂子）、ラジオ「CM・ショッピング番組」部門最優秀賞（高坂元己）
- 第20回（1994年度）ラジオ「CM」部門最優秀賞（増山由美子）
- 第22回（1996年度）テレビ「CM」部門最優秀賞（田巻直子）
- 第24回（1998年度）ラジオ「番組」部門優秀賞（石塚かおり）
- 第27回（2001年度）ラジオ「フリートーク」部門優秀賞（石塚かおり）
- 第28回（2002年度）テレビ「読み・ナレーション」部門優秀賞（近藤丈靖）
- 第29回（2003年度）ラジオ「読み・ナレーション」部門優秀賞（近藤丈靖）
- 第30回（2004年度）ラジオ「読み・ナレーション」部門優秀賞（近藤丈靖）、「CM」部門最優秀賞（田巻直子）、活動（新潟放送アナウンサーグループ）
- 第31回（2005年度）ラジオ「スポーツ実況」部門優秀賞（星野一弘）
- 第34回（2008年度）テレビ「フリートーク」部門優秀賞（田巻直子）
- 第36回（2010年度）ラジオ「スポーツ実況」部門最優秀賞・グランダプレミオ（高橋知幸）、「CM」部門優秀賞（實石あづさ）
- 第38回（2012年度）活動部門賞（新潟放送アナウンス部）
- 第39回（2013年度）ラジオ「スポーツ実況」部門優秀賞（喜谷知純）
- 第43回（2017年度）テレビ「読み・ナレーション」部門優秀賞（近藤丈靖）、ラジオ「CM」部門優秀賞（坂部友宏・黒崎貴之・田中碧・石塚かおり）
- 第44回（2018年度）テレビ「読み・ナレーション」部門優秀賞（坂部友宏）
- 第46回（2020年度）テレビ「フリートーク」部門優秀賞（三石佳那）、「スポーツ実況」部門優秀賞（黒崎貴之）

## アナウンサー以外の著名社員
- 南かのこ（1978年頃に入社したディレクター。1979年から1989年まで「歌のない歌謡曲」を担当し、その後も数本ディレクターとして番組を担当した後、1991年頃に退社。2023年9月25日の「歌のない歌謡曲」にゲスト出演した。）
- 金子恵美（2000年大卒後一般職で入社。1年で退職した後に2004年ミス日本関東地区代表。フリーライター→新潟市議会議員→新潟県議会議員を経て、2012年衆議院議員<新潟県4区選出>。政界引退後はタレント・コメンテーター）

## 情報カメラ設置ポイント
- 新潟市（BSN本社屋上[注 77]、HDカメラ）
- 新潟空港（HDカメラ）
- 朱鷺メッセ（万代島ビル屋上、新潟市、HDカメラ）

過去に設置していた場所
- NEXT21（万代島ビルに移設）

## イメージキャラクター

### 現在のキャラクター
- 「ハレッタ」（2022年 - ）

### 過去のキャラクター
- 「ぷる」（2002年10月 - 2012年6月）
  - BSNの創立50周年を記念して登場。キャッチコピーは「プルプルブルンBSN」[160] で、大中小のおたまじゃくしを模したキャラクター。姉妹キャラとしてデジタル放送を意識した「デジぷる」も存在していた。
- 「はぐっくま」と「タネマキスキー」（2012年7月 - 2022年7月）
  - 「はぐっくま」は、茶色い小さな植木鉢のキャラクター。「タネマキスキー」は、ピンク色の森の妖精のキャラクターである[161]。
  - これらの2キャラクターは、BSN創立60周年のキャッチフレーズ「BSNは幸せの種をまきます!」にちなんで登場し、登場前月(6月)の29日の「金曜パラダイス」で初お披露目された。

## 補足
- 新潟放送の呼出符号「JODR」は、1952年（昭和27年）3月7日に予備免許を交付されるも工事落成期限に間に合わず、1952年（昭和27年）9月22日に免許を取り消された兵庫県姫路市の姫路市営放送に割り当てられていたものである。仮に姫路市営放送が予定通りに開局していた場合、新潟放送の呼出符号は現在秋田放送（ABS）が使用している「JOTR」になっていた。
- ラジオにおいても、1990年代中盤までは午前11時台などに地域別の番組枠が設けられており、中越地方（長岡支社制作）、上越地方（上越支社制作）には本社とは別途に放送枠・スポットCM枠が設定されていた（『ラジオガイド』など）。その後県内各地でコミュニティFM局の開局が相次ぐなどしたこともあり、現在は全県同一内容の番組を放送している。
- 戦後、新潟市内には県・市など自治体が運営する美術館が存在しなかったことから、文化活動の一環として1964年（昭和39年）5月1日、新潟市一番堀通町（現中央区）の新潟県庁第一分館（現新潟市役所第一分館）横に「BSN新潟美術館」を開館させた。その後、1970年代後半になって市立美術館の整備計画が具体化した事から「県都唯一の美術館としての使命を達成した」として1985年（昭和60年）11月5日に閉館した。所蔵品は前月の10月13日に開館した新潟市美術館に寄託され、敷地跡は市役所第一分館の駐車場に転用された。
- 同局のラジオ番組「キンラジ」→「独占ごきげんアワー」の人気コーナー「今すぐ使える新潟弁」のCD「文法編」・「日常生活編」が2005年（平成17年）12月7日に2枚同時発売されている。また、同CDの続編として2006年（平成18年）12月6日に「ラブラブ編」・「結婚・出産編」が発売された。
- 数年前から社会貢献活動の一環として「にいがたキッズプロジェクト」を実施している。
- 毎年HARD OFF ECOスタジアム新潟で開催する横浜DeNAベイスターズの公式戦を主催しており、過去には球団の公認ファンクラブである「B☆Spirit Niigata」を運営していたこともある。
- 同局のラジオ中継車として「スナッピー」が稼働する。1974年（昭和49年）から1990年代中頃までは2台体制で運用され二元中継も行われていたが、1990年代後半からは1台体制となっている。火曜から金曜は「近藤丈靖の独占!ごきげんアワー」と「ゴゴラク!」内で登場し、新潟県内の各所から中継を行う。歴代の担当リポーターはスナッピー (ラジオカー)#BSNラジオを参照。
- 1970年代後半、ラジオ独自のキャッチフレーズ『いつもあなたとBSNラジオ』を使用していたが、1990年代中盤にテレビとキャッチフレーズが統一化されたため、現在は使用していない。
- 同局のラジオ番組「クチこみラジオ 越後じまんず」は特定のスポンサーをつけず、サポーターからの番組育成金によって運営されるという異例のスタイルをとっていた。
- 新潟放送のドメインは、Web開設当初は「bsn-niigata.co.jp」、現在は「ohbsn.com」を使用している。「bsn.co.jp」はドメイン取得段階で既に他の企業が取得していた[注 78]ため、使用できなかった。
- かつてラジオのオープニング・クロージングで周波数を告知する際、千の位を「せん」ではなく「いっせん」と読んでいた。例えば、親局である新潟放送局の周波数・1116kHzの場合、「せんひゃくじゅうろっキロヘルツ」ではなく「いっせんひゃくじゅうろっキロヘルツ」となる。